# Alânia (Turquia)
Alânia (em turco: Alanya) é uma cidade costeira e distrito (em turco: ilçeler) do sul da Turquia, que faz parte da província de Antália e da região do Mediterrâneo (Akdeniz Bölgesi), situada a 120 km a leste de Antália. Segundo o censo de 2009, a população do distrito era de 241 451 habitantes numa área de 1 582 km², dos quais 131 434 na cidade de Alânia. A maior parte dos habitantes é de origem anatólia, mas em 2010 estimava-se que residissem na cidade aproximadamente 10 000 europeus.
Localizada numa posição estratégica, numa pequena península no mar Mediterrâneo, no sopé meridional dos Montes Tauro, Alânia foi uma praça-forte para muitos impérios mediterrânicos, como o ptolemaico, selêucida, romano, bizantino, Sultanato de Rum, Beilhique da Caramânia e otomano. O apogeu da cidade em termos de importância histórica deu-se no século XIII, quando foi a residência de inverno do sultão seljúcida de Rum Caicobado I, de quem o nome atual deriva. Algumas das numerosas construções de Caicobado encontram-se entre os principais monumentos da cidade, nomeadamente a Kızıl Kule (Torre Vermelha), a tersane (estaleiro naval), e o castelo.
O clima mediterrânico relativamente moderado, as atrações naturais, tanto na costa, como no interior, e o património histórico fazem de Alânia um destino turístico muito popular. A atividade do setor turístico da região representa 9% do total da Turquia, enquanto que as vendas de imobiliário a estrangeiros representam 30% do total nacional. O turismo cresceu a partir de 1958, tornando-se a principal atividade económica da cidade e provocando um significativo aumento da população. A cidade acolhe todos os anos diversos eventos desportivos de verão e festivais culturais.

## Nomes
A cidade mudou várias vezes de mãos ao longo do tempo, o que se refletiu nos diversos nomes que teve. Alânia era conhecida em latim como Coracesium ou Korakesion em grego coiné (comum), derivado do lúvio ou hitita Korakassa, que significa cidade saliente. No período bizantino era conhecida como Calom Oro (em grego: Kalon Oros; lit. montanha bela). Nas línguas latinas modernas é por vezes referida como Coracésio. Os seljúcidas deram-lhe o nome de Alaiye, derivado do nome do sultão Caicobado I. Nos séculos XIII e XIV, os mercadores italianos chamavam à cidade Candelore or Cardelloro. O nome atual foi oficialmente adotado quando Atatürk visitou a cidade em 1935. Conta-se que o "i" e o "e" do nome antigo Alaiye foram mudados devido a um erro num telegrama de 1933.

## História

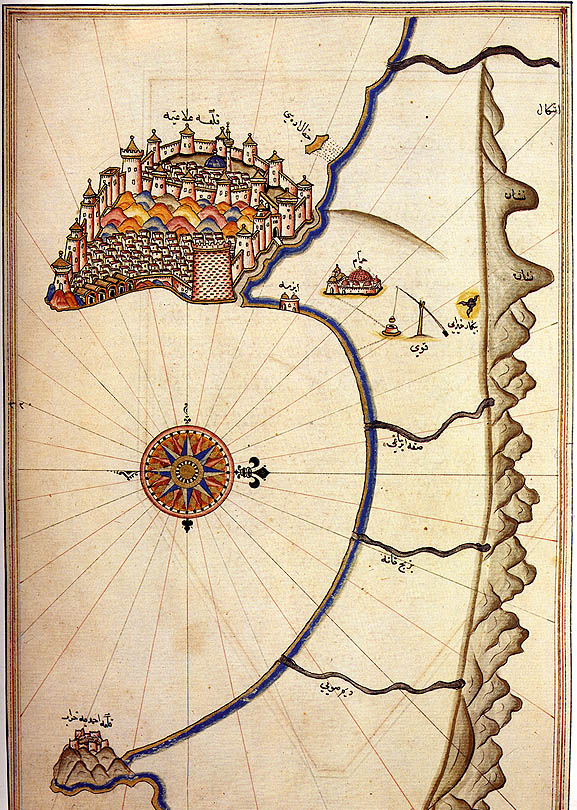
Mapa de Alânia no Kitab-ı Bahriye (Livro de navegação) de Piri Reis, onde é visível a Kızıl Kule (Torre Vermelha) e a tersane (estaleiro naval)

Embora aparentemente só tenha sido fortificada durante o período helenístico, após a conquista por Alexandre, o Grande, o rochedo do castelo foi provavelmente habitado pelos pelos hititas (séculos XVI—XII a.C.) e pelos persas aqueménidas (séculos VI—IV a.C.). Achados na gruta próxima de Kadrini indiciam ocupação durante o Paleolítico que remonta a 20 000 a.C. Foi encontrada no distrito uma tábua com inscrições em fenício datado de 625 a.C. e a cidade é mencionada no manuscrito grego sobre geografia "Périplo de Pseudo-Cílax", do século IV a.C.
Após 323 a.C., os Diádocos, sucessores de Alexandre, entregaram o governo da região a Ptolemeu I Sóter, um general de Alexandre Magno. Ptolemeu e os seus sucessores mantiveram um controlo pouco apertado sobre a população isáurica, o que permitiu que o porto se tornasse um refúgio de piratas muito concorrido. A cidade resistiu ao rei Antíoco III Magno do vizinho Império Selêucida em 199 a.C., mas apoiou Diódoto Trifão quando ele usurpou a coroa selêucida entre 142 e 138 a.C. Diódoto empreendeu a construção de novas fortificações e de um novo porto, cujas obras seriam finalizadas pelo seu sucessor e rival, Antíoco VII, em 137 a.C.
A República Romana combateu os piratas cilícios em 102 a.C., quando Marco António Orador estabeleceu um proconsulado em Sida, sob as ordens de Públio Servílio Vácia Isáurico, que correu com as tribos isáurias. A pirataria em Alânia foi definitivamente extinta depois da vitória de Pompeu na Batalha de Coracésio, em 67 a.C., após a qual a cidade foi incorporada na província romana da Panfília. O banditismo dos isáurios permaneceu um problema durante o domínio romano, e houve revoltas tribais nos séculos IV e V d.C., a maior delas entre 404 e 408. Após a queda do Império Romano, a cidade passou a fazer parte do Império Bizantino, tornando-se uma diocese dependente de Side, na diocese metropolitana da Panfília Prima (Pamphylia Prima).
Os muçulmanos chegaram no século VII, aquando das Guerras bizantino-árabes, tendo região sofrido várias razias, uma situação que levou à construção de novas fortificações. O ano de 681 marcou o fim da diocese de Alânia, embora São Pedro de Atroa possa ter-se refugiado na cidade no início do século IX, para escapar às perseguições do período iconoclasta. Após a Batalha de Manzicerta, na qual os bizantinos foram derrotados pelos seljúcidas, a área ficou na posse dos vencedores até 1120, ano em que foir reconquistada pelo imperador bizantino João II Comneno.

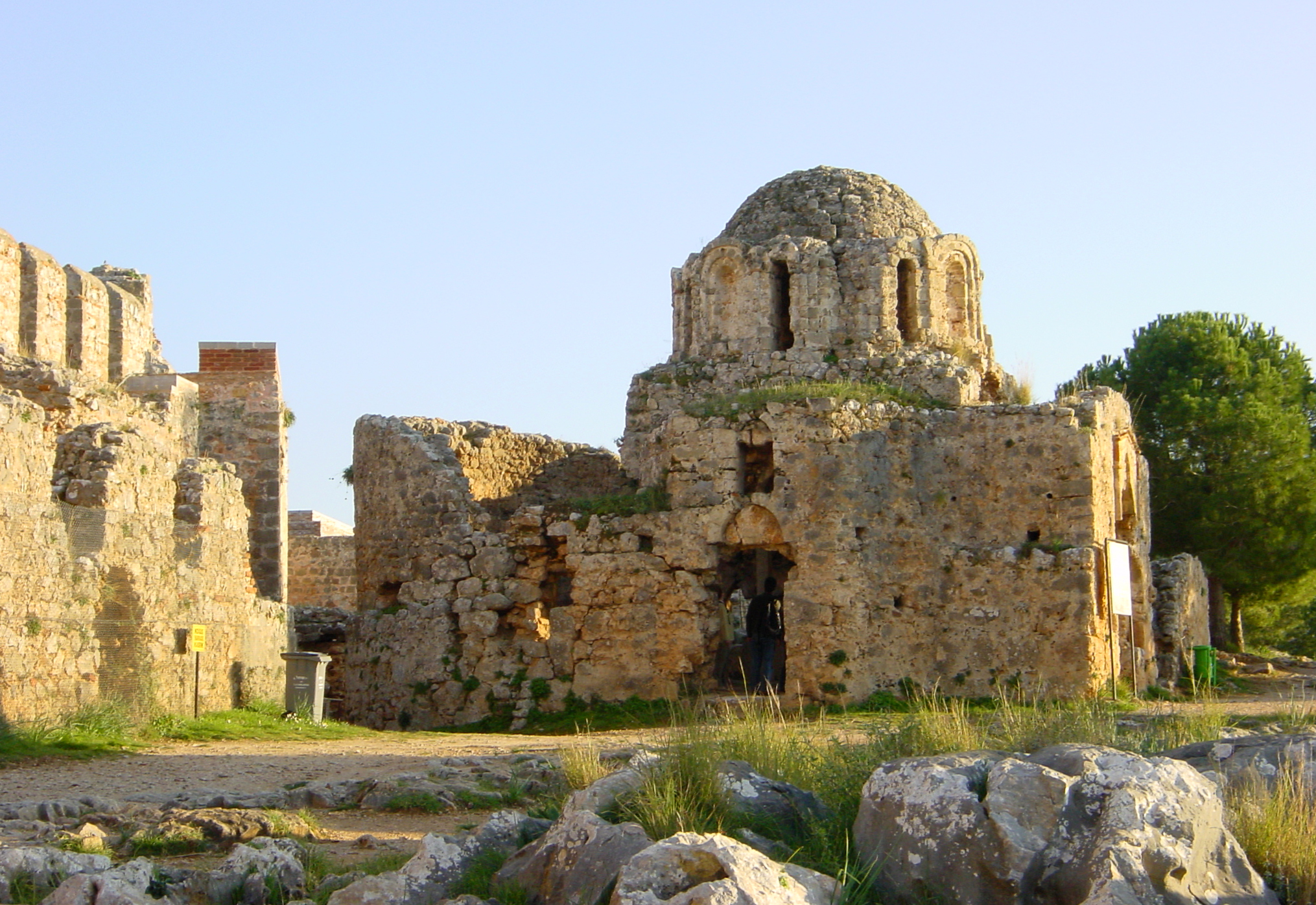
Ruínas da igreja bizantina do recinto do castelo

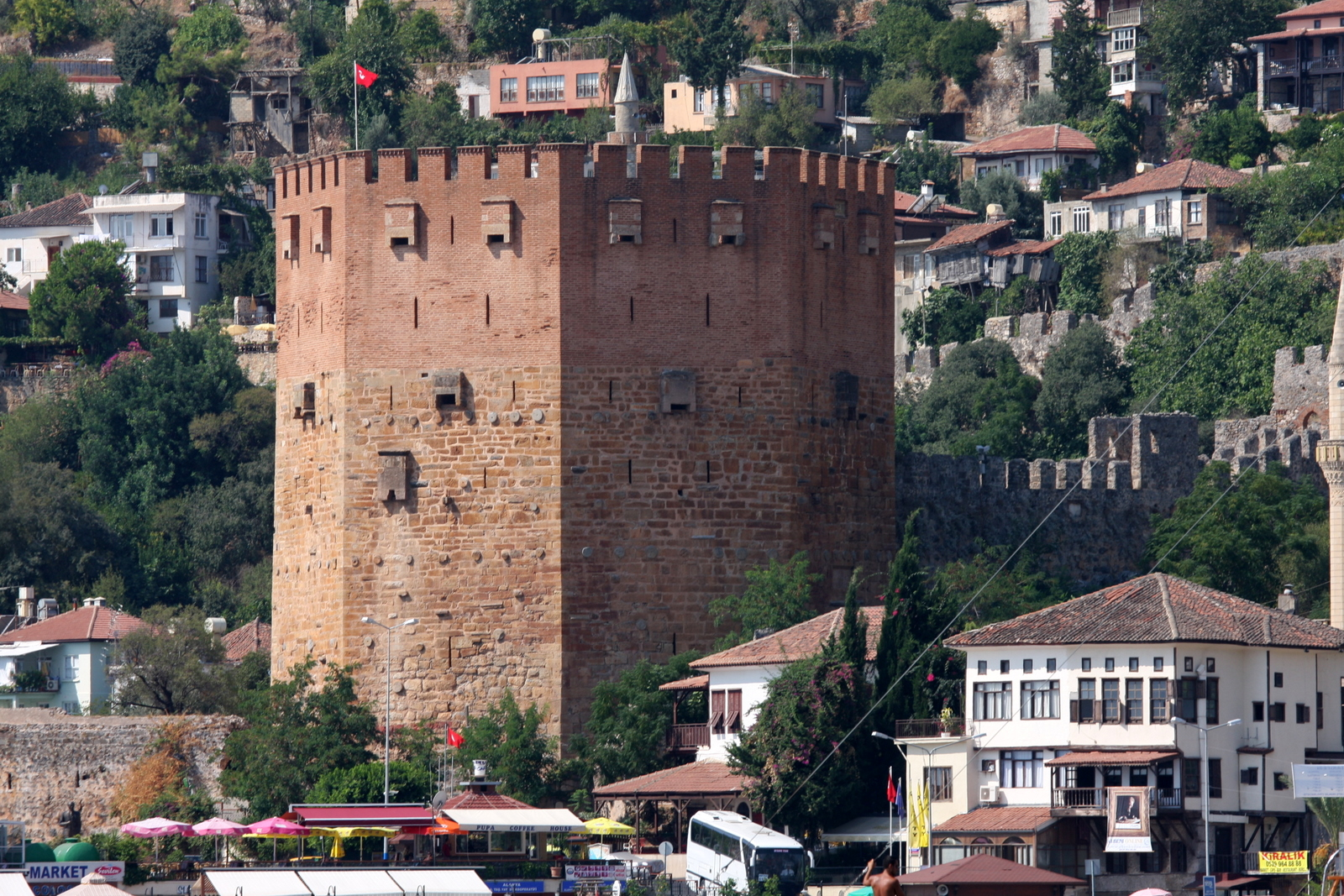
A Kızıl Kule (Torre Vermelha), torre defensiva seljúcida do século XIII

Após a o ataque da Quarta Cruzada (1202–1204) aos bizantinos, o Reino Arménio da Cilícia, um dos estados cruzados, deteve a cidade de forma intermitente, até que em 1221 o sultão seljúcida anatólio Caicobado I a tomou definitivamente ao nobre arménio Kir Fard, com cuja filha casou. Caicobado nomeou o seu sogro arménio governador de Akşehir. O governo seljúcida marcou o apogeu da cidade, que se tornou a capital de inverno do império seljúcida. Grandes construções, como as cidadelas gémeas, as muralhas, a Kızıl Kule (Torre Vermelha), o arsenal e a tersane (estaleiro naval), tornaram Alânia um porto de mar importante para o comércio mediterrânico, particularmente com o império aiúbida do Egito e as cidades-estado italianas. Caicobado também construiu numerosos jardins e pavilhões fora das muralhas. Estas obras, muitas delas ainda existentes, foram provavelmente financiadas pelo próprio Caicobado ou por emires locais e construídas pelo empreiteiro Abu Ali Alcatani Alhalabi. O filho de Caicobado, o sultão Caicosroes II continuou com a campanha de construções, edificando uma cisterna em 1240.
Com a vitória na Batalha de Köse Dağ, a 26 de junho de 1243, as hordas mongóis acabaram com a hegemonia seljúcida na Anatólia e dominaram a cidade durante aproximadamente um século, embora com invasões esporádicas de beilhiques (pequenos estados turcos). Em 1293, os caramânidas liderados por Mequedudim Mamude tomaram a cidade, mas o seu controlo sobre ela foi intermitente. Em 1371 a cidade esteve brevemente na posse dos Lusinhão do Chipre, que a conquistaram aos hamididas (beilhique de Hamide). Em 1427 os caramânidas venderam Alânia ao sultanato mameluco do Cairo por 5 000 moedas de ouro.
Em 1471 a cidade foi conquistada para o Império Otomano pelo general e grão-vizir Gedique Amade Paxá, passando Alânia a ser capital de um sanjaco (divisão administrativa otomana) do eialete (província) de Içel (atual Mersin). Os otomanos ampliaram o controlo em 1477, quando tornaram  monopólio estatal o comércio de madeira, a atividade de exportação mais importante da cidade, até então dominado por venezianos. Em 6 de setembro de 1608 a cidade resistiu a um ataque naval da Ordem de Santo Estêvão, de Veneza.

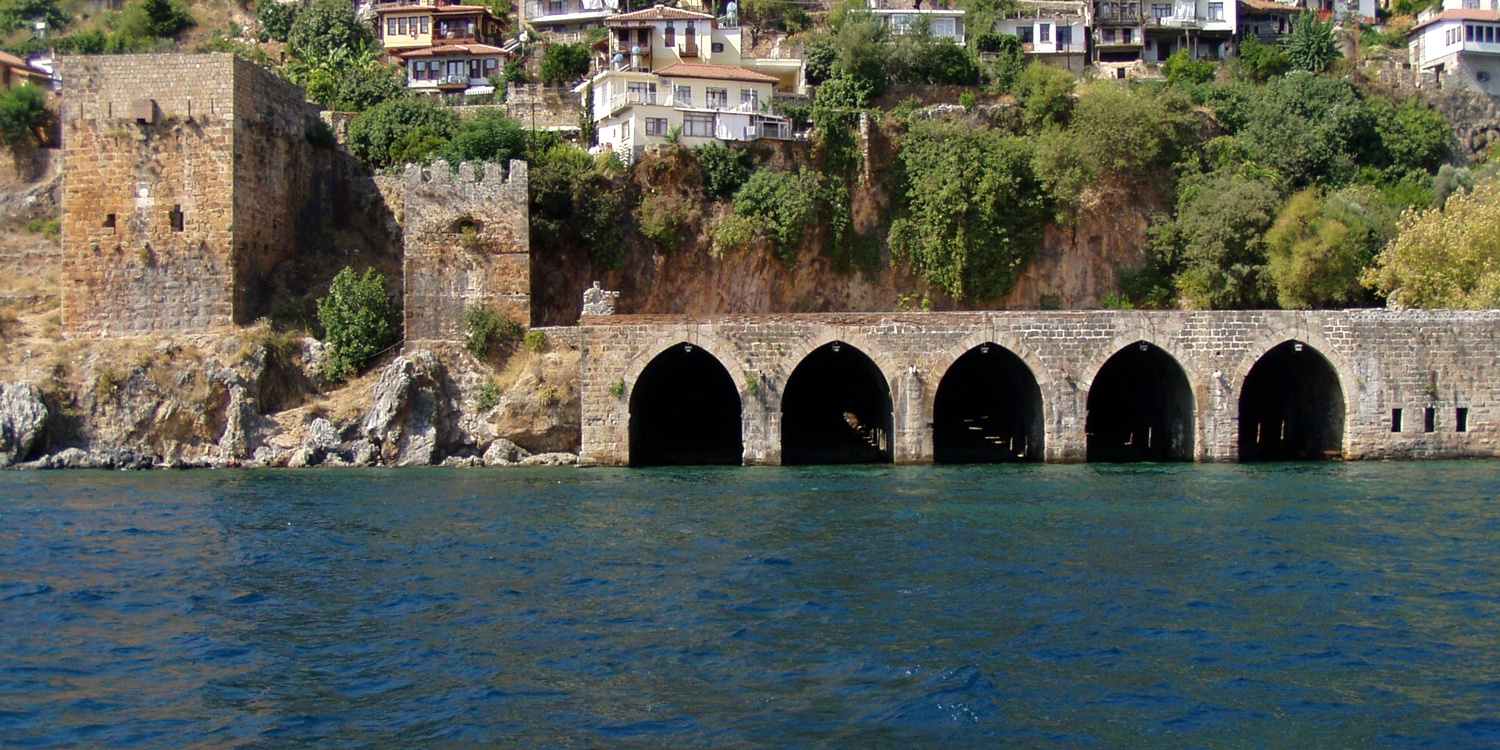
A tersane (estaleiro naval) construída pelos seljúcidas no século XIII, no fundo das muralhas, perto da Torre Vermelha

A descoberta do caminho marítimo para a Índia e consequente desenvolvimento de rotas oceânicas diretas da Europa ocidental para a Índia e Extremo Oriente a partir do início do século XVI, teve um forte impacto negativo no comércio da região, a ponto de Alânia não ser qualificada como centro urbano nos registos de impostos do final do século XVI. Em 1571 os otomanos integraram a cidade na província de Chipre, criada após a conquista dessa ilha no mesmo ano. Esta ocorrência diminuiu ainda mais a importância económica de Alânia. O viajante turco Evliya Çelebi visitou-a em 1671 ou 1672 e escreveu acerca do bom estado do castelo, mas também referiu a decadência dos subúrbios. Em 1864 a cidade passou a pertencer à província de Cónia, para em 1868 ser integrada na província de Antália, situação que se mantém até à atualidade (2010). Durante os séculos XVIII e XIX foram construídas em Alânia numerosas villas por membros da nobreza otomana e as autoridades locais da dinastia caramânida promoveram algumas obras públicas. O banditismo tornou-se comum novamente em toda a província de Antália em meados do século XIX.

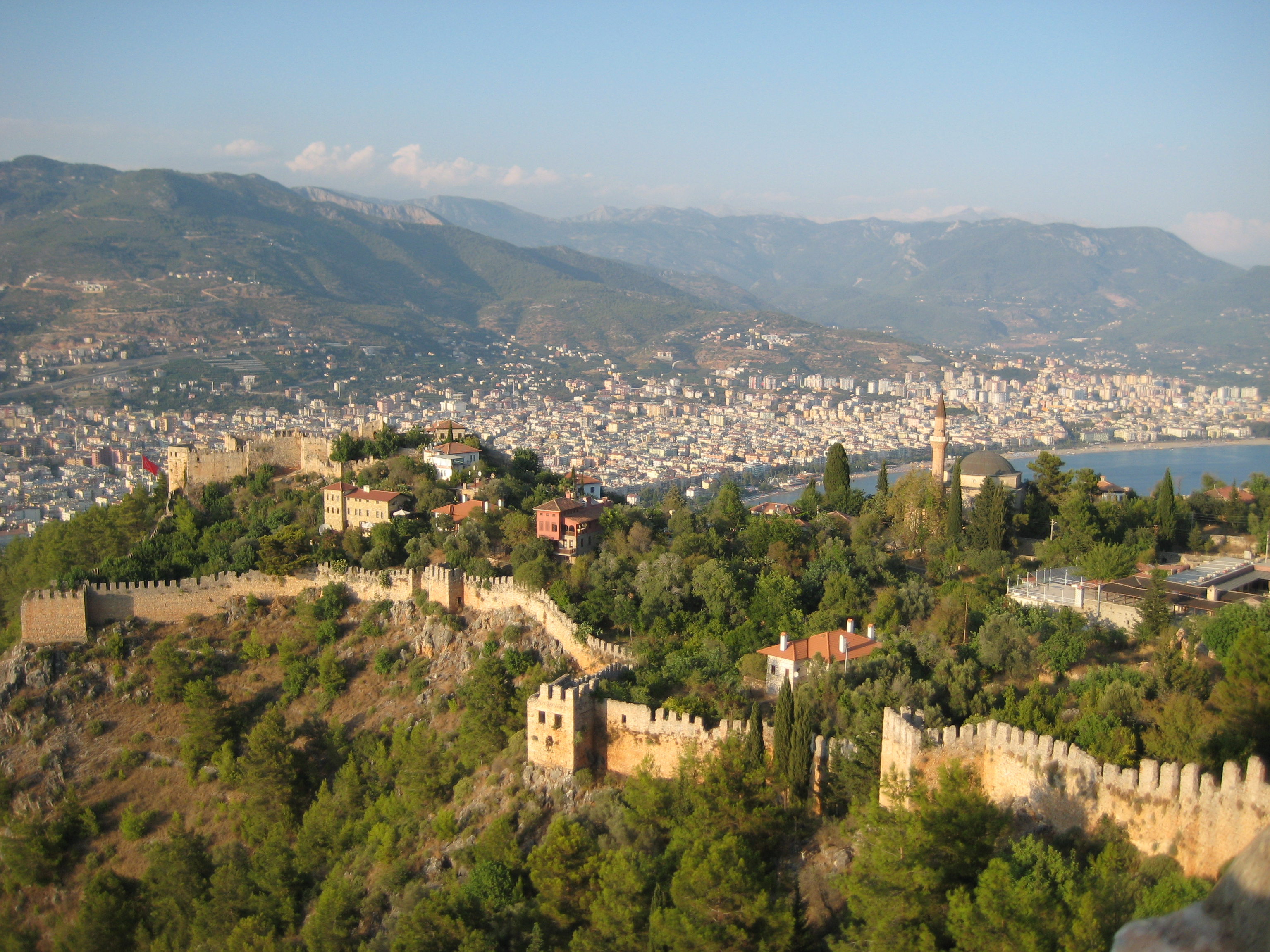
Vista das muralhas desde a parte mais alta do castelo, com a parte oriental da cidade ao fundo. À direita avista-se a Mesquita de Solimão (Süleymaniye))

Em consequência da derrota otomana na Primeira Guerra Mundial e do Acordo de Saint-Jean-de-Maurienne, celebrado no verão de 1917 entre a França, Itália e Reino Unido, no qual se delineou a partição do Império Otomano, Alânia foi entregue a Itália, que a manteria até 1923, quando o Tratado de Lausanne determinou que a região fosse entregue à recém formada República da Turquia. Como outras cidades da região, Alânia foi fortemente afetada pelos acontecimentos que marcaram o começo da república turca, a guerra da independência e a subsequente troca de populações entre a Grécia e a Turquia. A maior parte dos habitantes cristãos de Alânia foram deslocados para Nea Ionia, um subúrbio de Atenas. Segundo o censo otomano de 1893 haveria então 964 gregos numa população total de 37 194.
O turismo começou com turcos que iam para Alânia nos anos 1960 para desfrutarem das supostas propriedades curativas da gruta de Damlataş. A construção do aeroporto de Antália permitiu à cidade tornar-se um destino turístico importante internacionalmente. A população cresceu significativamente nos anos 1990 em resultado da imigração e provocou uma rápida modernização das infraestruturas.

## Geografia
Alânia está situada no Golfo de Antália, na planície costeira anatólia da Panfília, entre os Montes Tauro, a norte, e o mar Mediterrâneo a sul, fazendo parte da chamada Riviera Turca e ocupando aproximadamente 70 km de costa. De oeste para leste, o distrito é limitado pelo de Manavgat ao longo da costa, as regiões montanhosas de Gündoğmuş, Hadim e Taşkent na província de Cónia, Sarıveliler na província da Caramânia e Gazipaşa, na costa. O município de Manavgat alberga os sítios arqueológicos de Sida e Selge.[carece de fontes?]
| Distritos em volta de Alânia |                  |             |
| Gündoğmuş                    | Hadim            | Taşkent     |
| Manavgat                     |                  | Sarıveliler |
| Golfo de Antália             | Mar Mediterrâneo | Gazipaşa    |

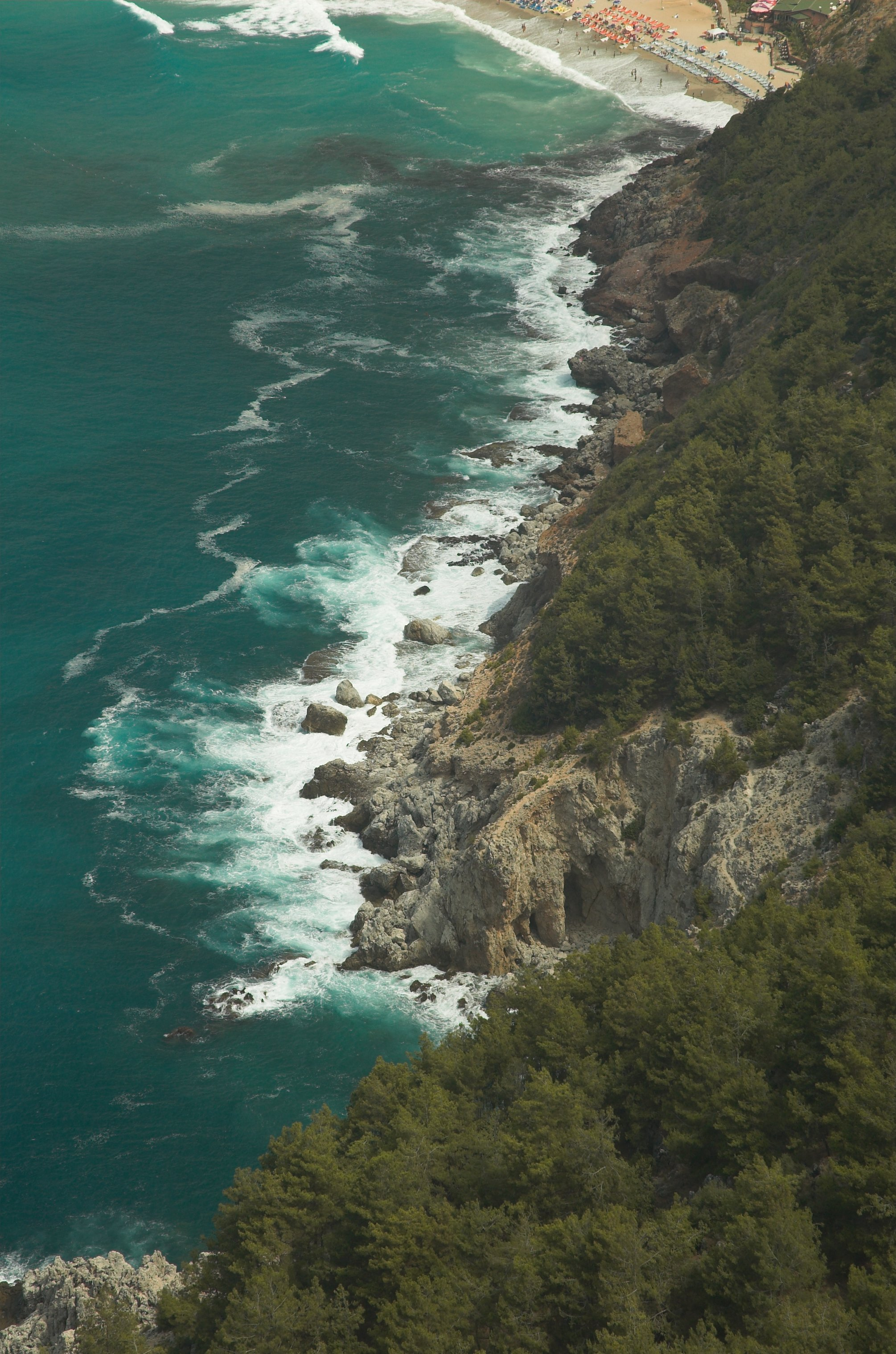
Aspeto da parte ocidental da península de Alânia

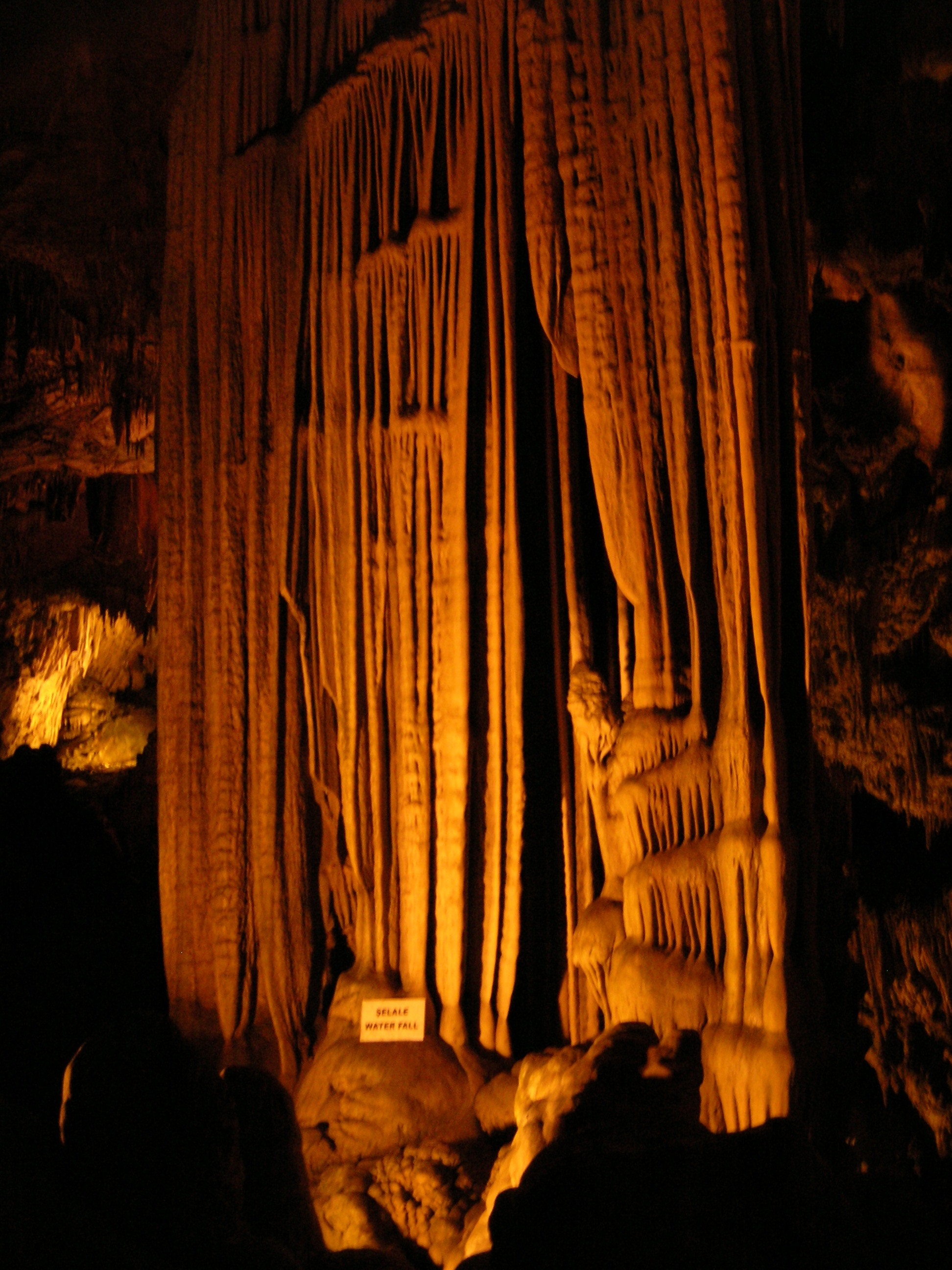
Uma das grutas próximas da cidade, nas montanhas a leste do centro, nas margens do rio Dimçay, a cerca de 12 km do centro

A planície da Panfília, entre o mar e as montanhas é um exemplo isolado de bosque do Mediterrâneo Oriental, constituído principalmente por cedro do Líbano, matagal de folha persistente, figueira e pinheiro-larício. O chamado Maciço de Alânia designa a área de rocha metamórfica a leste de Antália. Esta formação está dividida em três nappes — a de Mahmutlar, mais baixa, a de Sugözü e a de Yumrudağ, a mais alta. Uma litologia similar estende-se por debaixo da cidade, numa janela tectónica A zona a norte da cidade é rica em bauxite, um minério de alumínio, e há estudos que apontam para a rentabilidade da exploração mineira desses recursos.
As partes ocidental e oriental de Alânia estão divididas por uma península rochosa que constitui uma das características distintivas da cidade. O porto, grande parte do centro e a praia de Caicobado, cujo nome provem do sultão Caicobado, ficam a leste da península. A praia de Damlataş, famosa pelas suas "grutas gotejantes", e a praia de Cleópatra situam-se a oeste. Supõe-se que o nome dessa praia derive do facto da rainha ptolemaica poder ter visitado a praia ou porque a área fez parte do dote a ela oferecido por Marco António; outras versões da história referem que Marco António e Cleópatra teriam passado a lua-de-mel em Alânia. A Atatürk Bulvarı, a avenida principal, corre paralela ao mar, e divide a parte sul, mais turística, da parte norte, mais tradicional e nativa, que se estende até às montanhas. A Çevre Yolu Caddesi, outra das avenidas principais, rodeia a cidade a norte.[carece de fontes?]

### Clima
Alânia tem um clima continental mediterrânico. A bacia mediterrânica assegura que a maior parte da chuva ocorre no inverno, provocando verões longos, quentes e secos, o que está na origem do slogan usado pelo departamento de turismo local: onde o sol sorri. Não é raro observarem-se trombas de água junto à costa, principalmente no outono. A presença dos Montes Tauro junto do mar causa nevoeiros que vezes produzem arco-íris que são visíveis em muitas manhãs. A altura das montanhas proporciona por vezes o efeito visual interessante de em dias quentes de inverno ser possível avistar neve desde a cidade. A temperatura média anual da água do mar é de 21,4 °C, subindo para uma média de 27,6 °C em Agosto.
| Dados climatológicos para Alânia                     | Dados climatológicos para Alânia | Dados climatológicos para Alânia | Dados climatológicos para Alânia | Dados climatológicos para Alânia | Dados climatológicos para Alânia | Dados climatológicos para Alânia | Dados climatológicos para Alânia | Dados climatológicos para Alânia | Dados climatológicos para Alânia | Dados climatológicos para Alânia | Dados climatológicos para Alânia | Dados climatológicos para Alânia | Dados climatológicos para Alânia |
| Mês                                                  | Jan                              | Fev                              | Mar                              | Abr                              | Mai                              | Jun                              | Jul                              | Ago                              | Set                              | Out                              | Nov                              | Dez                              | Ano                              |
| ---------------------------------------------------- | -------------------------------- | -------------------------------- | -------------------------------- | -------------------------------- | -------------------------------- | -------------------------------- | -------------------------------- | -------------------------------- | -------------------------------- | -------------------------------- | -------------------------------- | -------------------------------- | -------------------------------- |
| Temperatura máxima média (°C)                        | 16,2                             | 16,3                             | 18,3                             | 21,1                             | 24,7                             | 28,7                             | 31,5                             | 32,1                             | 30,2                             | 26,5                             | 21,5                             | 17,8                             | 23,7                             |
| Temperatura média (°C)                               | 11,8                             | 11,9                             | 13,8                             | 16,9                             | 20,9                             | 25,1                             | 27,8                             | 28                               | 25,4                             | 21,2                             | 16,4                             | 13,2                             | 19,4                             |
| Temperatura mínima média (°C)                        | 8,6                              | 8,5                              | 10,1                             | 13                               | 16,7                             | 20,5                             | 23,3                             | 23,7                             | 21,2                             | 17,4                             | 13                               | 10                               | 15,5                             |
| Chuva (mm)                                           | 199                              | 149,4                            | 97,8                             | 70,7                             | 32,4                             | 8,5                              | 4,5                              | 2,7                              | 17,5                             | 98,5                             | 182,9                            | 231,2                            | 1 095,1                          |
| Dias com chuva                                       | 13,8                             | 11,6                             | 9,5                              | 8,5                              | 4,4                              | 1,5                              | 0,4                              | 0,5                              | 2,1                              | 6,6                              | 9,9                              | 13                               | 81,8                             |
| Humidade relativa (%)                                | 57                               | 57                               | 61                               | 63                               | 66                               | 66                               | 64                               | 65                               | 58                               | 55                               | 59                               | 60                               | 60,9                             |
| Insolação (h)                                        | 130,2                            | 131,6                            | 198,4                            | 231                              | 300,7                            | 330                              | 337,9                            | 322,4                            | 279                              | 223,2                            | 168                              | 136,4                            | 2 788,8                          |
| Fonte: Serviço Meteorológico da Turquia; My Weather. |                                  |                                  |                                  |                                  |                                  |                                  |                                  |                                  |                                  |                                  |                                  |                                  |                                  |

## Demografia
A população de Alânia triplicou entre 1990 e 2007, passando de 52 000 habitantes em 1990 para aproximadamente 135 000 em 2007. Nesse ano estimava-se em 390 000 o número de habitantes da região. Uma das causas apontadas para essa ocorrência é o grande crescimento do setor imobiliário. Em 2009 população do distrito era de 241 451 — 131 434 na área urbana da capital, e 94 316 na centro. Em 2007 havia registo de 9 789 residentes estrangeiros, a maioria de origem europeia. Nesse mesmo ano, entre as comunidades estrangeiras destavam-se pelo seu número a alemã, com 2 749 residentes e a dinamarquesa, com 2 082 Em 2008 havia 17 850 proprietários estrangeiros, 24,4% do total nacional. A maior parte da população estrangeira tem mais de 50 anos de idade. Durante o verão a população aumenta devido ao grande número de turistas — todos os anos passam pela cidade aproximadamente 1,1 milhões de visitantes. Tanto os turistas estrangeiros como os turcos garantem os rendimentos de uma parte considerável da população.[carece de fontes?]
| 1893   | 1985   | 1990   | 1997    | 2000   | 2007   | 2008   | 2009   |
| 37 914 | 28 733 | 52 460 | 110 181 | 88 346 | 91 713 | 92 223 | 94 316 |
|        | 24,2%  | 82,6%  | 110%    | 19,8%  | 3,8%   | 0,6%   | 2,3%   |

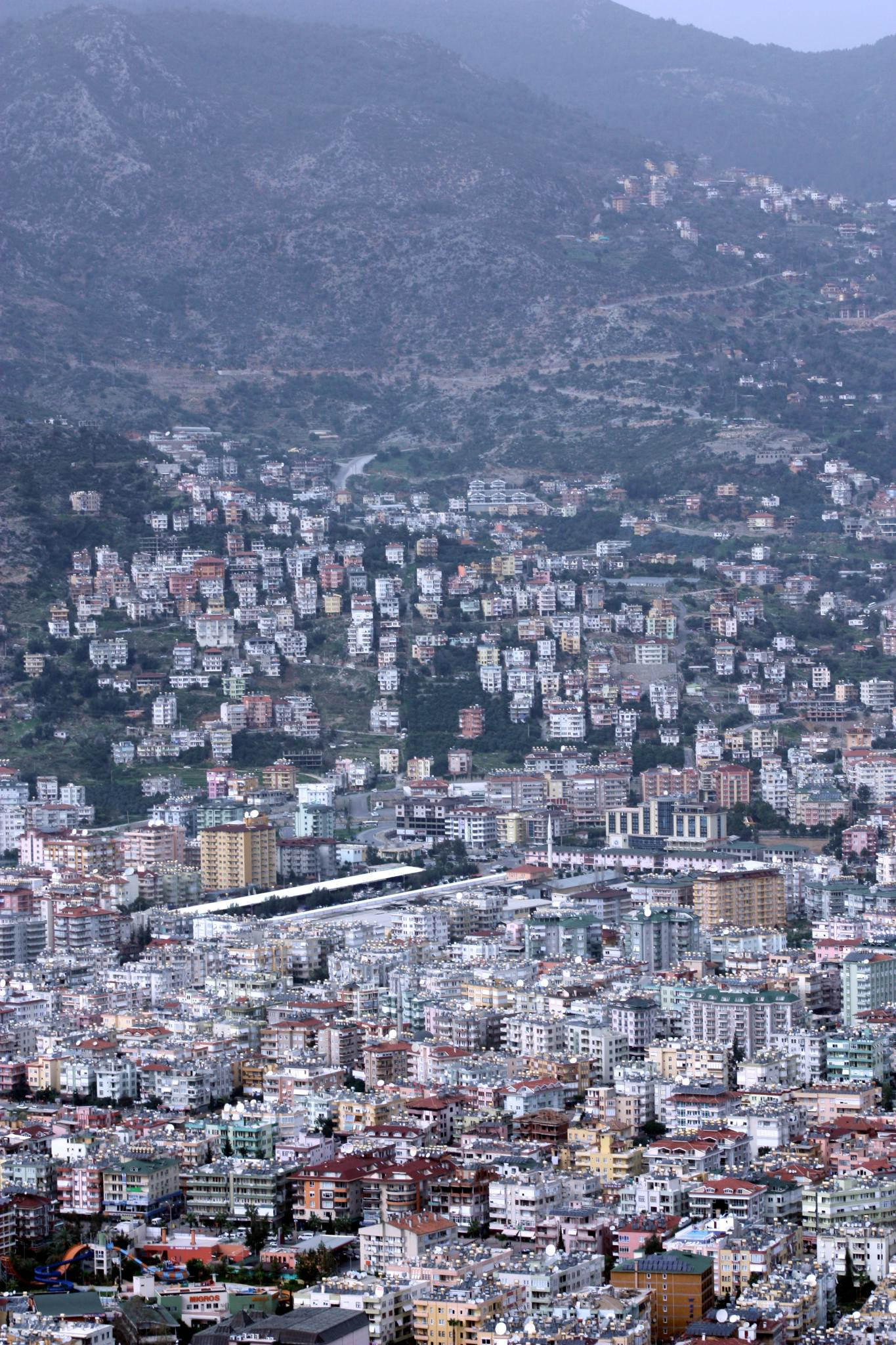
Malha urbana de parte da cidade situada nas encostas dos Montes Tauro

A cidade tem muitos imigrantes do Sudeste da Anatólia, no leste, e do Mar Negro, no norte e nordeste. Nos anos 2000 assitiu-se a uma vaga de imigração ilegal proveniente do Médio Oriente e da Ásia Meridional. Embora muitos desses imigrantes tenham vindo com o intuito de ficar na Turquia, uma parte considerável deles foram para a Turquia na esperança de ser mais fácil emigrarem para países da União Europeia a partir da Turquia . Em 2006, havia registo de 1 217 imigrantes com residência oficial em Alânia que trabalhavam no estrangeiro. Nas montanhas a norte da cidade ainda habitam sazonalmente nómadas da etnia Yörük. Há também uma pequena comunidade de africanos descendentes de escravos importados na época otomana.
A população de Alânia é maioritariamente muçulmana (99%). Apesar de existirem algumas igrejas antigas, não há serviços litúrgicos cristãos regulares. Em 2006, a abertura duma igreja protestante de língua alemã com serviços sazonais deu muito que falar. A permissão da sua abertura foi obtida em 2003, um sinal evidente do crescimento da população europeia da cidade. A autarquia cede o Centro Cultural Atatürk regularmente a grupos cristãos para cerimónias mais concorridas.
Não há notícia de residentes judeus na cidade, mas ela é visitada por turistas israelitas, principalmente em cruzeiros. Embora seja raro, já se verificaram alguns incidentes menores de discriminação em relação a esses turistas, particularmente em períodos de grande tensão, como foi o caso da Guerra do Líbano de 2006, quando um comerciante recusou a entrada a israelitas na sua loja.

## Governo local

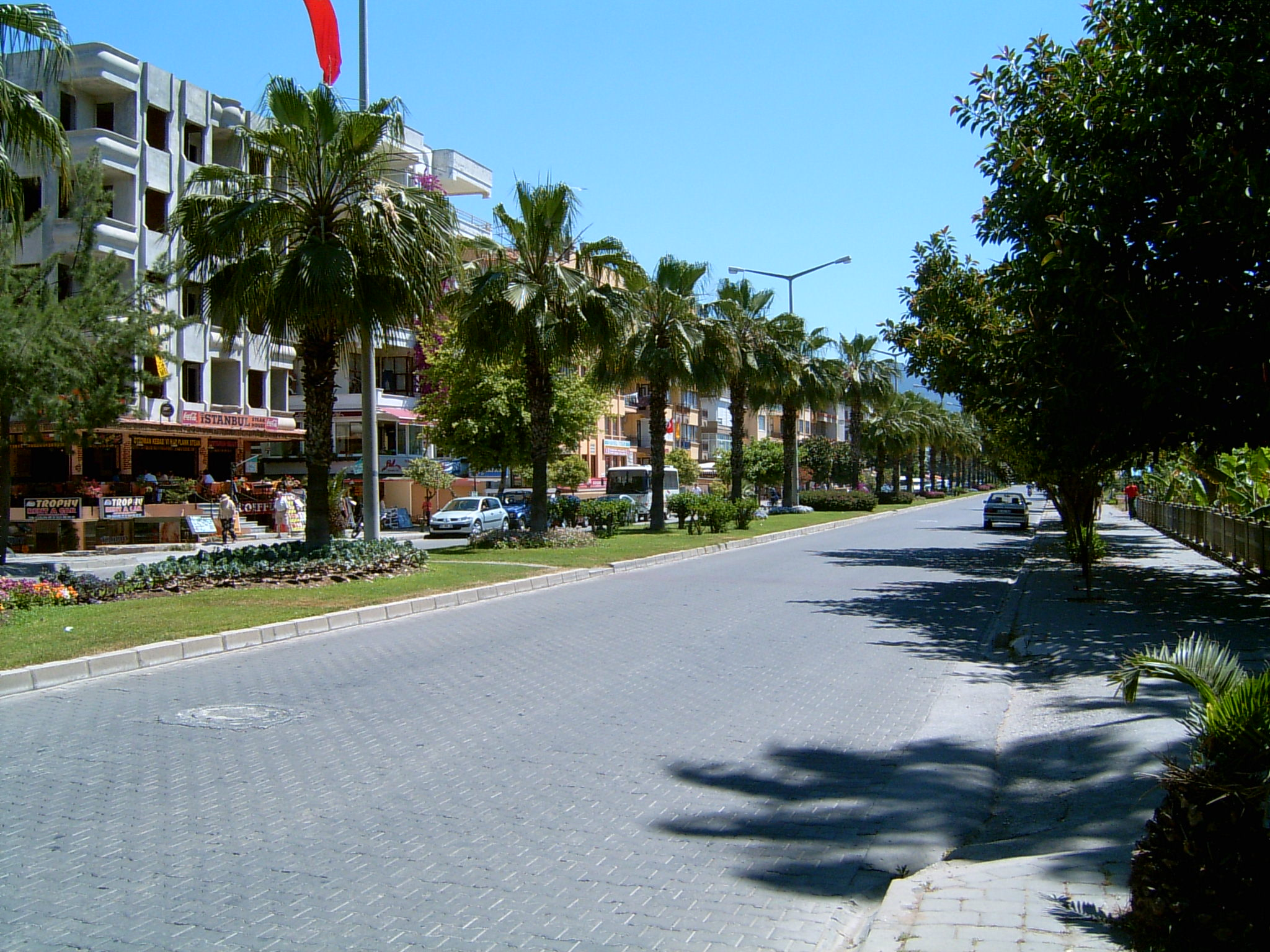
A Atatürk Bulvarı, a avenida principal da cidade

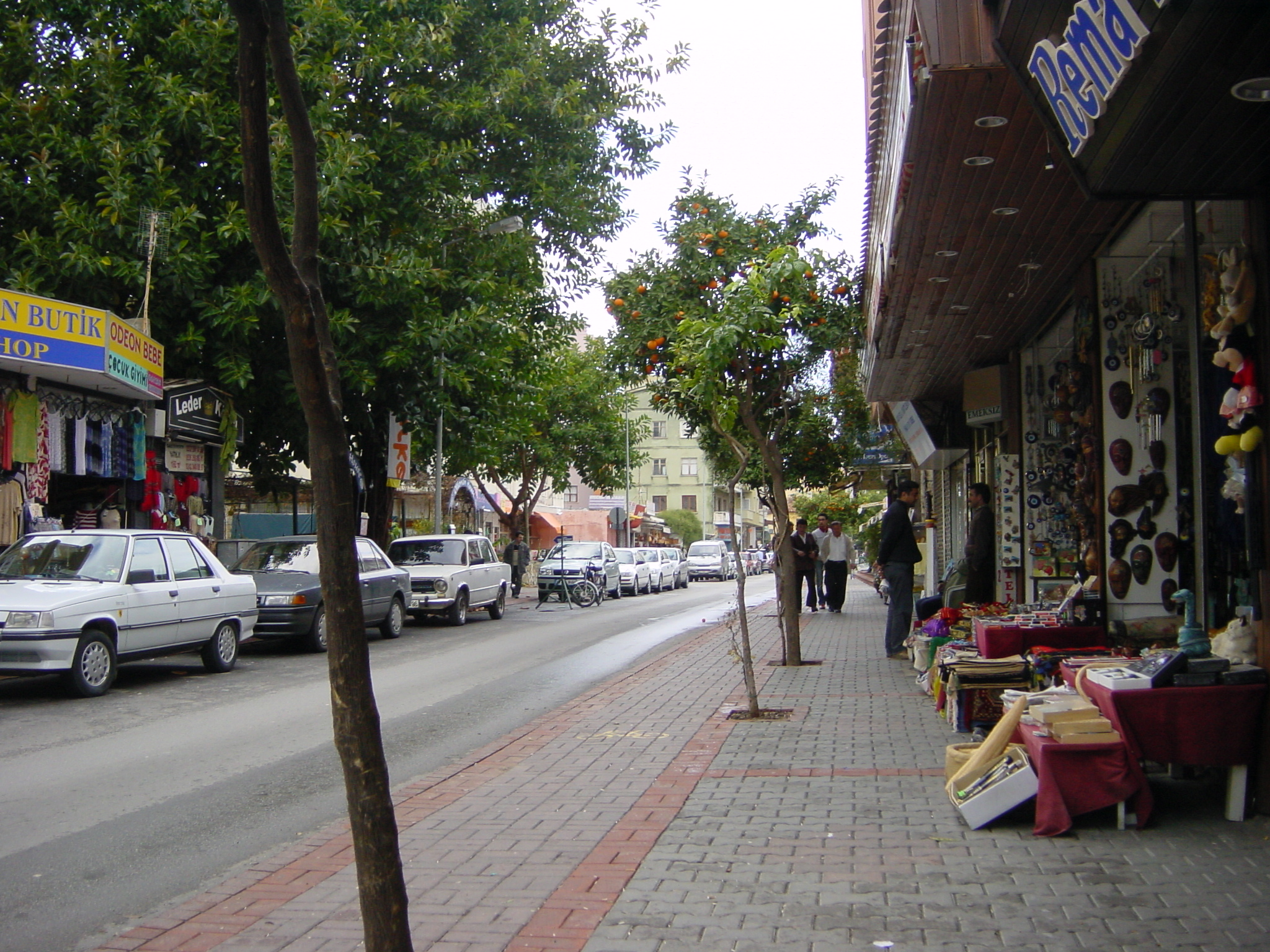
Rua do centro da cidade (Tevfikiye Cadesi)

O distrito de Alânia foi fundado em 1872. As primeiras eleições autárquicas decorreram em 1901. Atualmente (2010), o distrito é governado por um prefeito e um conselho distrital constituído por 25 membros. A maioria dos conselheiros (doze) são do Partido da Justiça e Desenvolvimento (AKP), o mesmo partido que está no governo nacional. O Partido da Pátria (Anavatan, antigo ANAP) tem oito conselheiros, o Partido Republicano do Povo (CHP) tem três, e o Partido de Ação Nacionalista (MHP) tem dois. O prefeito atual, Hasan Sipahioğlu, está à frente do município da capital desde 1999. Foi eleito em 1999 e 2004 pelo Anavatan, mas em julho de 2009 aderiu ao AKP. As eleições autárquicas ocorrem de cinco em cinco anos, as próximas estão previstas para 2014. Além do prefeito ou presidente, há também um vice-prefeito, que frequentemente representa a cidade em diversos eventos, nomeadamente de caráter desportivo.
O distrito de Alânia está dividido em 17 municípios, correspondendo um deles ao centro da cidade, e 92 aldeias ou vilas (köyler).
Além do governo local eleito, há um governador nomeado pelo governo central (kaymakam em turco), um cargo atualmente (2010) ocupado por Hulusi Doğan. Tanto o governo central de Ancara, quer diretamente, quer através do kaymakam, como o governo provincial de Antália têm grande influência no distrito. Nas eleições nacionais de 2007, o partido mais votado na província foi o AKP, seguido de perto pelo CHP e pelo DYP (Partido da Via Justa, Doğru Yol Partisi em turco, fundido no final de 2009 com o Anavatan para formar o Partido Democrático, DP). Mevlüt Çavuşoğlu, membro do AKP, é o único natural de Alânia que é deputado da Grande Assembleia Nacional da Turquia, representando a província de Antália. É o presidente da comissão parlamentar de migrações, refugiados e população e também o presidente da Assembleia Parlamentar do Conselho da Europa.

### Cidades-irmãs
Os laços mais significativos são com Nea Ionia, uma cidade grega dos arredores de Atenas, para onde foi deslocada a maior parte dos cristãos de Alânia em 1923, no decurso da troca de populações entre a Grécia e a Turquia acordada no Tratado de Lausanne. Os clubes de futebol das cidades-irmãs de Wodzislaw Slaski e Schwechat já visitaram Alânia para treinar e para disputar jogos amigáveis. Cada Festival Anual de Turismo e Cultura é dedicado a um país e os países de origem das cidades-irmãs têm sido escolhidos para esse efeito, como foi o caso de Trakai, quando 2009 foi o ano dedicado à Lituânia.
Alânia possui doze cidades geminadas. Dentre as doze cidades, onze são europeias e apenas uma, Fushun, na China, localiza-se fora do continente europeu. As demais cidades geminadas são: Borås (Suécia); Gladbeck (Alemanha); Keszthely (Hungria); Nea Ionia (Grécia); Moscovo (Rússia); Rovaniemi (Finlândia); Schwechat (Áustria); Špindlerův Mlýn (República Checa); Talsi (Letónia); Trakai (Lituânia) e Wodzisław Śląski (Polónia).

## Economia
A indústria turística em Alânia movimenta pouco menos de 1 100 milhões de Euros anualmente (dados de 2005), o que faz dela a principal atividade económica. A região é também famosa pela sua fruticultura, particularmente de limão, laranja, tomate, banana e pepino. Em 2006 foram produzidas aproximadamente 80 000 toneladas de citrinos em 16 840 ha de pomares. A ameixa rainha-cláudia (Prunus domestica italica) e o abacate têm cada vez mais procura como fruta temporã, enquanto que a rentabilidade dos citrinos tem vindo a diminuir.

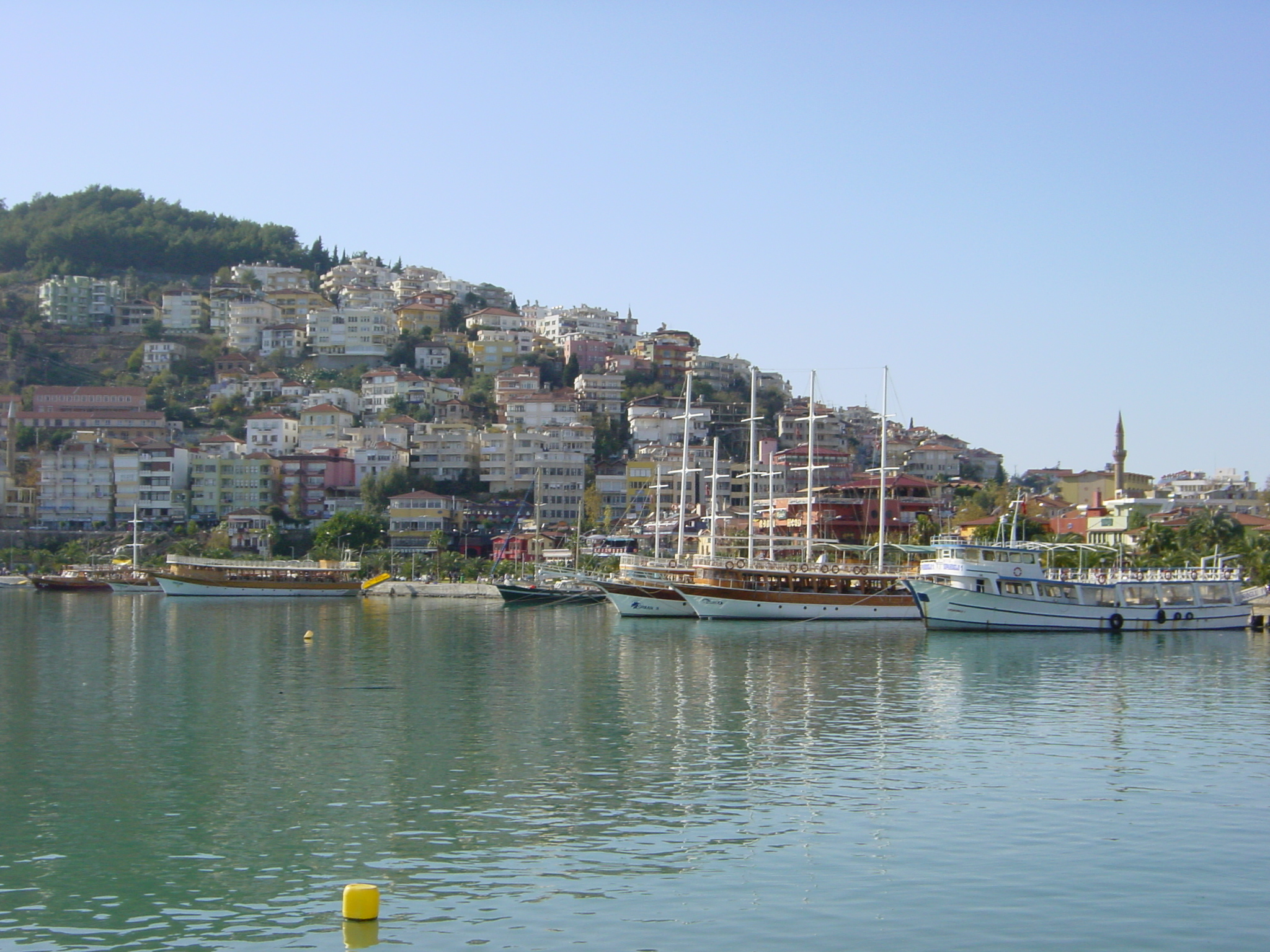
Vista do porto

Apesar da localização costeira, poucos residentes vivem do mar, e a pesca não é uma atividade económica muito importante. No início dos anos 1970, quando os stocks de peixe diminuíram, foi estabelecido um sistema de acesso rotativo aos recursos pesqueiros para preservar o setor. Este sistema inovador fez parte do trabalho de investigação de Elinor Ostrom em políticas económicas que determinaria a atribuição do Prémio Nobel da Economia de 2009. Em 2007, houve protestos locais contra o estabelecimento na cidade de grandes cadeias de supermercados e de lojas de vestuário.
A partir de 2003, a eliminação provisória das restrições de compras de bens imobiliários na Turquia por estrangeiros, tornou a venda de casas ainda mais lucrativa, o que motivou o aumento da construção de vivendas e condomínios destinadas a residentes sazonais europeus e asiáticos. 69% das casas vendidas a estrangeiros na província de Antália e 29,9% do total de toda a Turquia localizam-se em Alânia. Os compradores são principalmente indivíduos que compram mais para uso próprio do que para investimento. O boom nas vendas de casas provocou um aumento desmesurado das construções clandestinas ou construídas por empresas que não estão devidamente credenciadas. Por outro lado, o aumento desmesurado dos preços provocou uma grande descida da procura por parte de locais e nacionais, para os quais os preços continuam a ser muito altos apesar de ter havido descidas de preços nos últimos tempos que chegam aos 50% em alguns empreendimentos, uma situação que tem causado inquietações no setor, a ponto de haver quem argumente que as vendas a estrangeiros têm efeitos muito negativos no mercado. A altura máxima permitida para a maior parte dos edifícios é de 6,5 m, o que faz com que os hotéis mais altos só se encontrem a leste e a oeste da cidade, preservando o centro da cidade à custa de uma menor exploração turística. No entanto, na periferia assiste-se a uma expansão urbanística descontrolada.

### Turismo

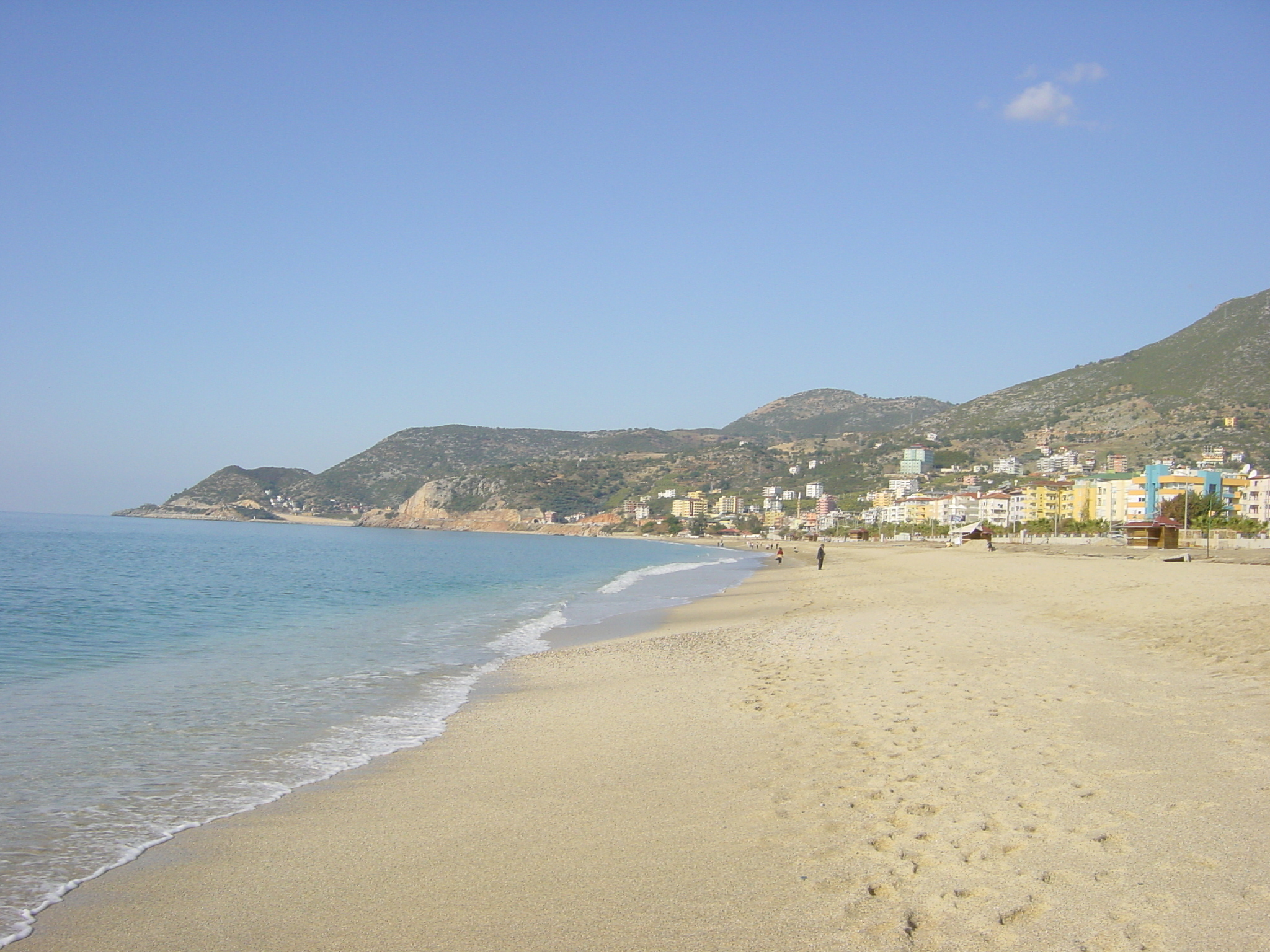
Praia de Cleópatra, a ocidente da península

Desde a abertura do primeiro hotel moderno em 1958, considerado o primeiro ano da indústria de turismo em Alânia, os hotéis concorrem para acomodar o influxo de turistas. Em 2007 existiam 157 000 camas de hotel. A gruta de Damlataş, situada no início do lado ocidental da península, tem um acesso junto à praia de Damlataş. Esta gruta, que muitos acreditam ter propriedades curativas por causa do seu microclima que mantém a temperatura em 22 °C e a humidade em 95%, era uma das atrações principais para os primeiros turistas. Muitos turistas, especialmente escandinavos, alemães, russos e holandeses passam regularmente as suas férias de verão em Alânia. Os turistas são atraídos principalmente pelos preços das propriedades e alojamento, pelo tempo quente, pelas praias de areia, pelos locais históricos e pela qualidade da comida.
Entre as atividades de lazer mais populares incluem-se o windsurf, o parasailing e os barcos-banana. Há ainda o que reclama ser o maior parque aquático da Europa, o Sealanya, e a maior pista de kart da Turquia. A época de caça também atrai alguns turistas que vão para caçar cabras selvagens, javalis e perdizes em reservas naturais.
A partir de 2005, a procura turística tem dados alguns sinais de abrandamento, o que se deve a vários fatores, entre os quais se podem apontar o aumento das ações violentas do Partido dos Trabalhadores do Curdistão (PKK), a descoberta de gripe das aves na província de Vã e a polémica das caricaturas de Maomé. As autoridades de Alânia reagiram com uma série de iniciativas publicitárias, como por exemplo, cozinhar o bolo mais comprido do mundo em 26 de abril de 2006, um recorde do Guiness. A economia sofreu também com o investimento parado em 20 000 propriedades por vender.

## Infraestrutura

### Educação e saúde

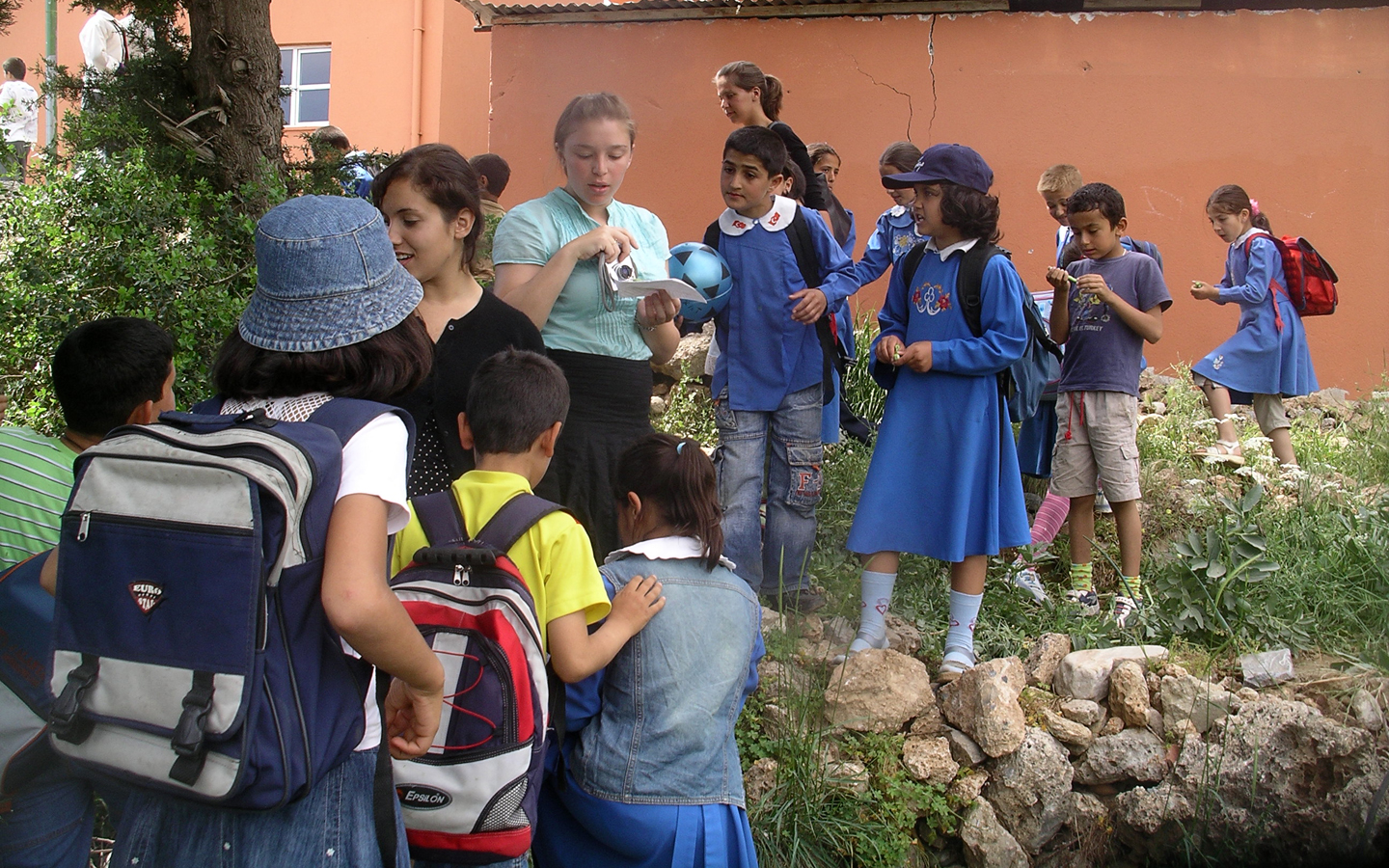
Jovens estudantes de uma escola de Alânia numa aula

A taxa de alfabetização do distrito é de 95%. A região tem várias escolas públicas e privadas, tanto comuns, como escolas imam hatip. A taxa média de alunos por professor é de 24. As aldeias rurais são prejudicadas pelo reduzido número de escolas secundárias fora do centro da cidade.
Em 2005, a Universidade Akdeniz, sedeada em Antália, fundou a Faculdade de Gestão de Alânia como um polo universitário focado na indústria turística. A faculdade acolhe uma conferência internacional sobre turismo em colaboração com a Universidade Nova de Buckinghamshire, de Inglaterra. A Universidade de Georgetown de Washington, D.C. promove um programa anual de estudos para estudantes estadounidenses conhecido como Centro McGhee de Estudos Mediterrânicos. O centro foi batizado com o nome do embaixador dos Estados Unidos na Turquia entre 1952 e 1953, George Crews McGhee, que doou a sua villa em Alânia para a criação do centro. O Centro Universitário Médico e de Investigação de Başkent, um hospital universitário gerido pela Universidade Başkent, de Ancara, é um dos 19 hospitais de Alânia. Outros hospitais importantes incluem o Hospital Estatal de Alânia, com 300 camas, e o Hospital Privado Hayat, com 90 camas.

### Transportes

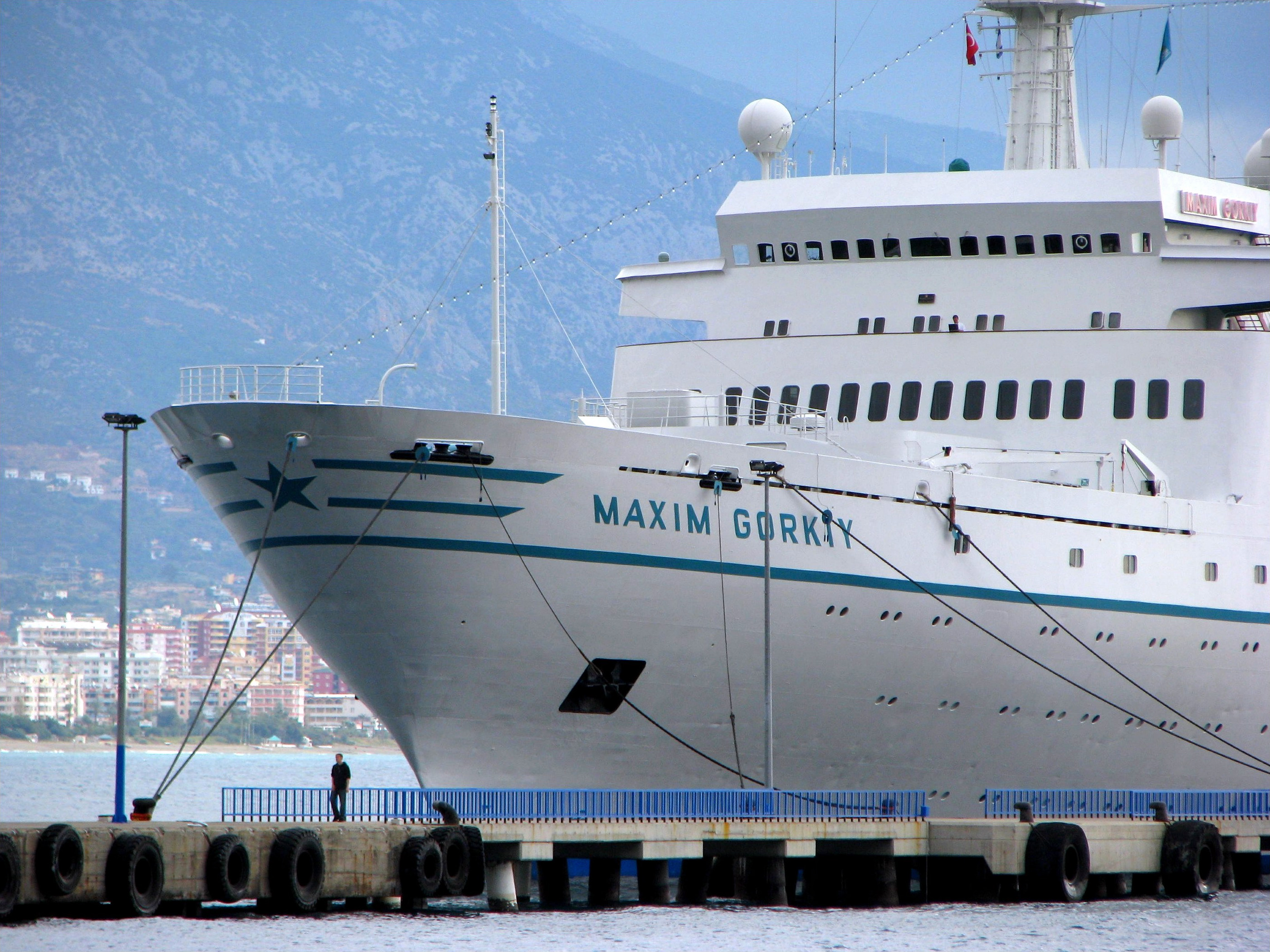
Navio de cruzeiro russo atracado no porto

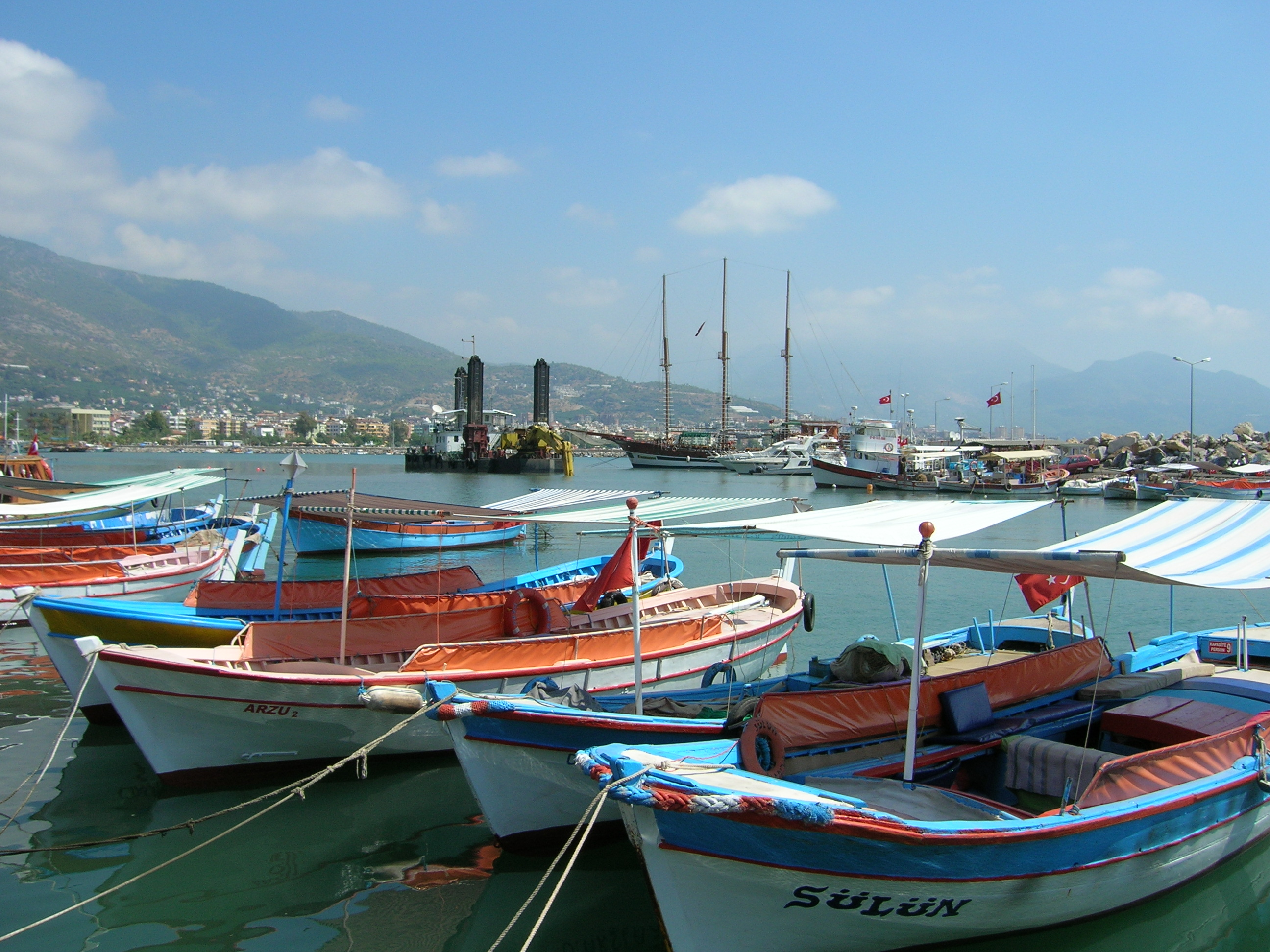
Botes no porto de Alânia

A autoestrada D-400, que liga Alânia a Mersin, liga igualmente as partes leste e oeste da cidade, rodeando aquilo que se pode considerar o centro. A principal ligação ao centro da cidade é a Atatürk Bulvarı (bulvarı é avenida em turco). A autoestrada D-695, que liga Ancara a Akşehir, corre na direção norte-sul e alcança a costa a 41 km a oeste de Alânia, próximo de Side, onde liga com a D-400.
Alânia é servida pelo aeroporto de Antália (IATA: AYT), que dista cerca de 120 km (2 horas por estrada) da cidade. Em 1999 foi concluído o Aeroporto de Gazipaşa (IATA: GZP), a 45 km (30-40 minutos por estrada) do centro de Alânia, com o intuito de servir a região oriental da província de Antália, nomeadamente Alânia e a zona costeira mais a leste, muito menos desenvolvida em termos turísticos. No entanto, apesar de ter havido diversos anúncios que o aeroporto iria começar a funcionar, o penúltimo dos quais em 2009, isso não aconteceu. Em março de 2010 foi anunciado que o primeiro voo comercial se realizaria em 22 de maio desse ano. No verão de 2010 a companhia aérea Bora Jet começou a operar voos entre Istambul e Gazipaşa e espera-se que em 2011 já haja voos internacionais.
Nenhuma parte da província de Antália é servida por caminho-de-ferro.
Há dois terminais rodoviários em Alânia, onde operam autocarros e dolmuş (espécie de táxis partilhados, que frequentemente têm rotas fixas). Em geral, os autocarros cobrem apenas as rotas principais, sendo as restantes rotas, nomeadamente as que percorrem a cidade, servidas por dolmuş e táxis. Muitas das ruas da cidade velha estão encerradas ao tráfego motorizado, pelo que a única forma de as percorrer é a pé.
O porto tem cais para navios de cruzeiro e aos ferryboats sazonais com destino a Cirénia, na República Turca de Chipre do Norte. A marina de Alânia, inaugurada em 2008, situa-se na periferia a ocidente da cidade. Esta estrutura com 85 km² permitiu que a cidade participasse no "Rali de Iates do Mediterrâneo Oriental" (Eastern Mediterranean Yacht Rally) a partir de 2008.
Em 2009 a cidade tinha um serviço de bicicletas partilhadas com 150 bicicletas e 20 terminais.

### Comunicação social
Alânia tem dez jornais diários locais. Um deles é o Yeni Alanya, que além do jornal propriamente dito tem a revista de sociedade Orange, ambos com edições em turco, inglês e alemão. Existem dois jornais em alemão, o Aktuelle Türkei Rundschau e o Alanya Bote, destinados aos numerosos turistas e residentes alemães. A revista Hello Alanya, principalmente destinada aos visitantes estrangeiros, é publicada mensalmente em inglês e holandês. O jornal grátis regional Riviera News é publicado em inglês e obtém-se facilmente na cidade.
Cinco emissoras de rádio têm emissões a partir da cidade. A Alanya FM Radyo emite em 106,0 MHz e é associada da Radio Flash, que emite em 94,0 MHz; ambas transmitem principalmente música popular. Outras estações de rádio incluem a Alanya RadyoTime, em 92,3 MHz, que tem uma programação variada de música turca, notícias e conversas. Há duas estações de televisão sedeadas em Alânia, a Kanal Alanya e a Alanya Televizyonu (abreviatura: ATV), associada da Alanya RadyoTime.

## Cultura

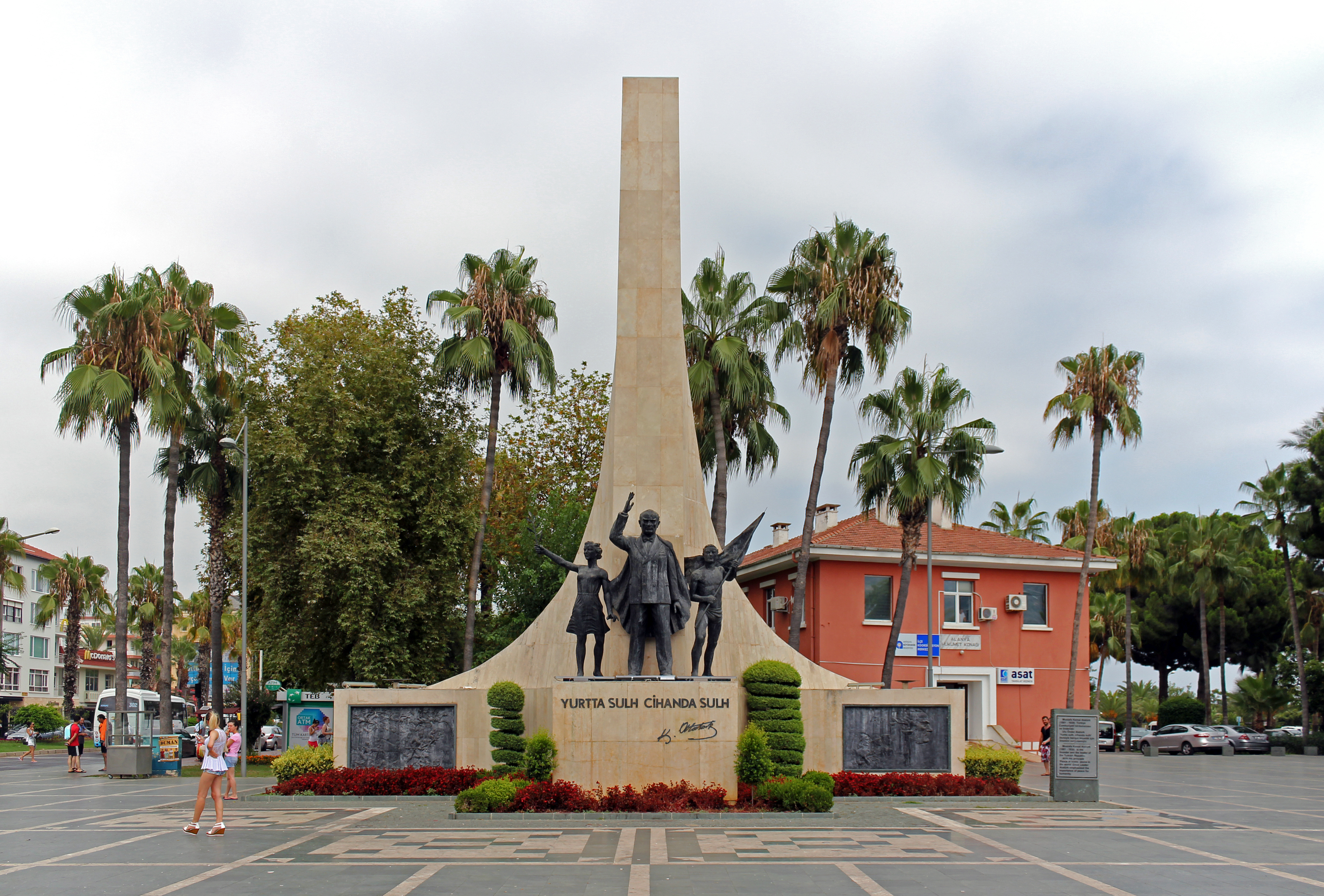
Muitas comemorações nacionais têm lugar no centro da cidade, junto ao monumento a Kemal Atatürk.

A localização costeira da cidade é um pretexto importante para a realização de diversos festivais anuais:
- Festival de Turismo e Arte — Realizado entre o final de maio e início de junho, marca a abertura da época turística.[111]
- Festival Internacional de Cultura e Arte de Alânia — Decorre na primeira semana de outubro, assinalando o fim da época turística.[112]
- Dias de Jazz de Alânia — Realiza-se desde 2002 no mês de setembro, na Kızıl Kule, onde está instalado o museu etnográfico; acolhe músicos de jazz turcos e estrangeiros, numa série de cinco concertos com entrada grátis.[113]
- Simpósio Internacional de Escultura em Pedra de Alânia — Decorre no mês de novembro desde 2004.[114]
- Festival de Documentários de Alânia — Foi criado pela Sociedade Cinemateca de Alânia e pela Associação de Cineastas de Documentário da Turquia.[115]

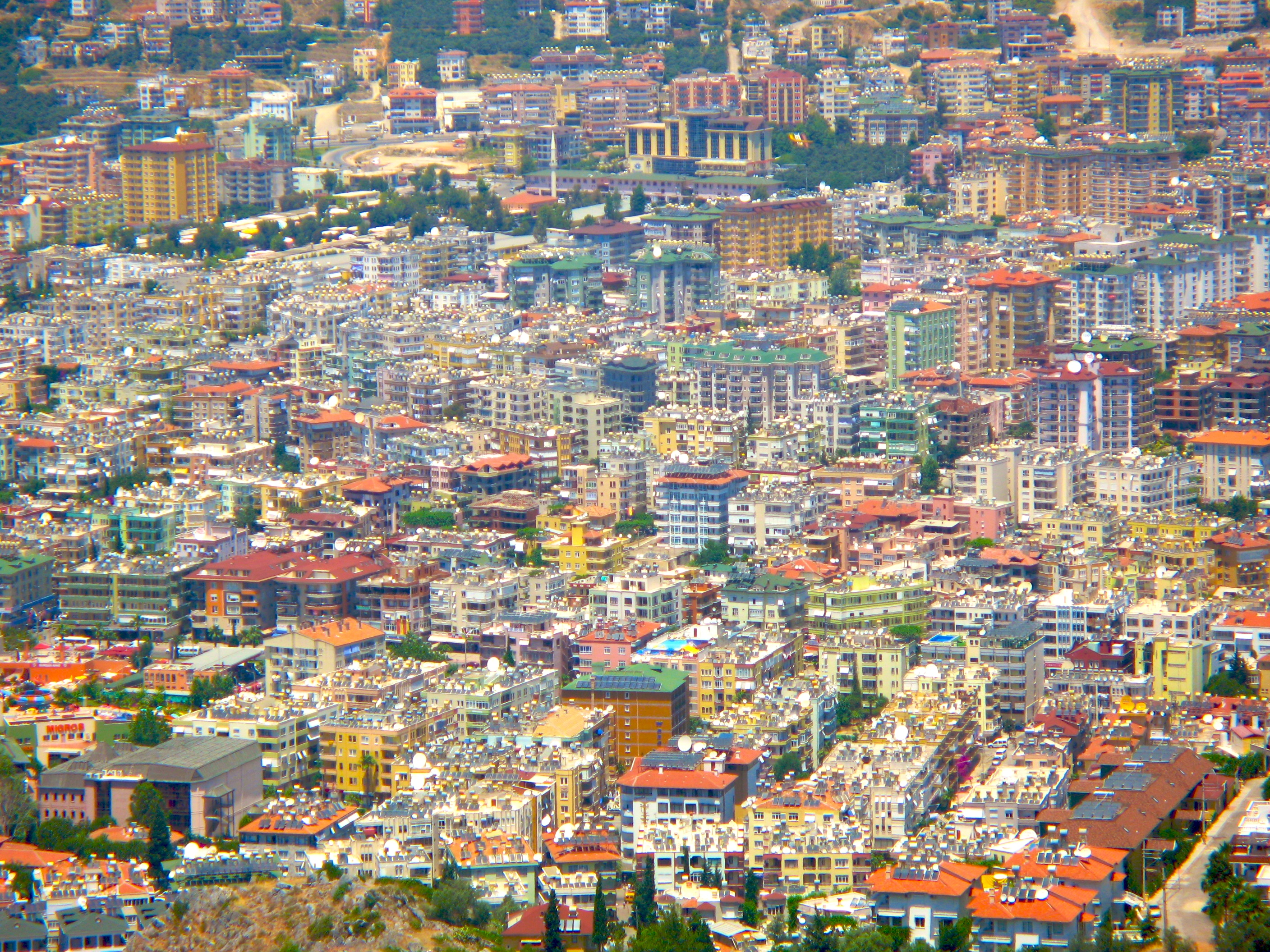
Malha urbana colorida

Além dos festivais regulares, há ainda a destacar:
- Orquestra de Câmara de Alânia — Formada por membros da Companhia Nacional de Ópera e Ballet de Antália, o seu concerto inaugural decorreu em 7 de dezembro de 2007.[116]
- Onat Kutlar (1936-1995), um proeminente poeta e escritor turco, fundador da Cinemateca Turca e do Festival Internacional de Cinema de Istambul, era natural de Alânia, tal como a atriz Sema Önür.[117]

Todos os anos é celebrada a visita de Atatürk à cidade em  18 de fevereiro de 1935, sendo as comemorações centradas no respetivo museu, situado na casa onde se hospedou. O Museu de Alânia tem expostas peças arqueológicas encontradas na cidade e arredores, incluindo uma estátua de grandes dimensões de Hércules, cerâmica, ossários romanos e cópias históricas do Alcorão.
É comum que os residentes estrangeiros celebrem os seus feriados nacionais, como, por exemplo o Dia da Constituição da Noruega, a 17 de maio, e Ano Novo persa, o Noruz, no equinócio da primavera, a 20 ou 21 de março.

### Arquitetura, monumentos e museus

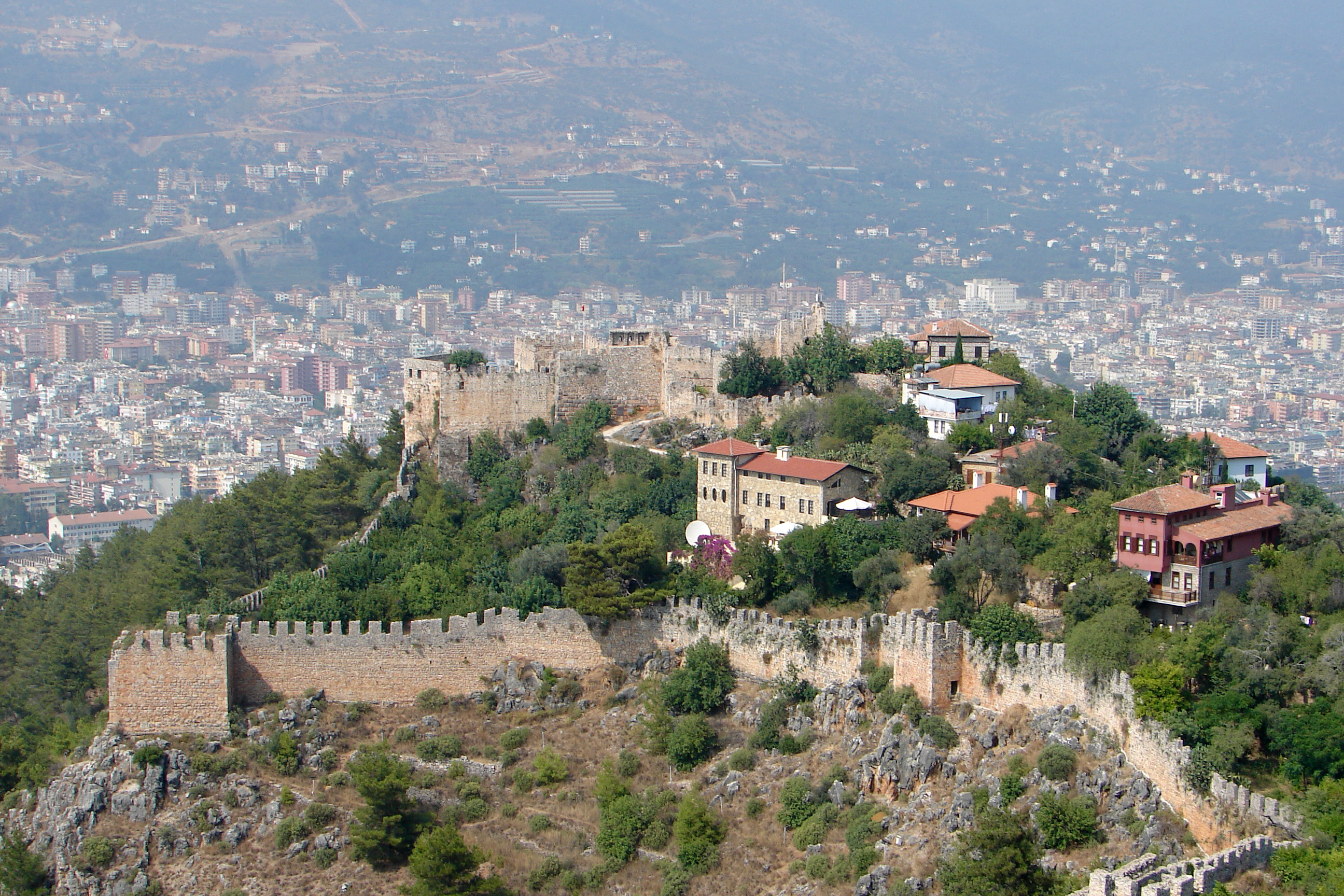
Castelo

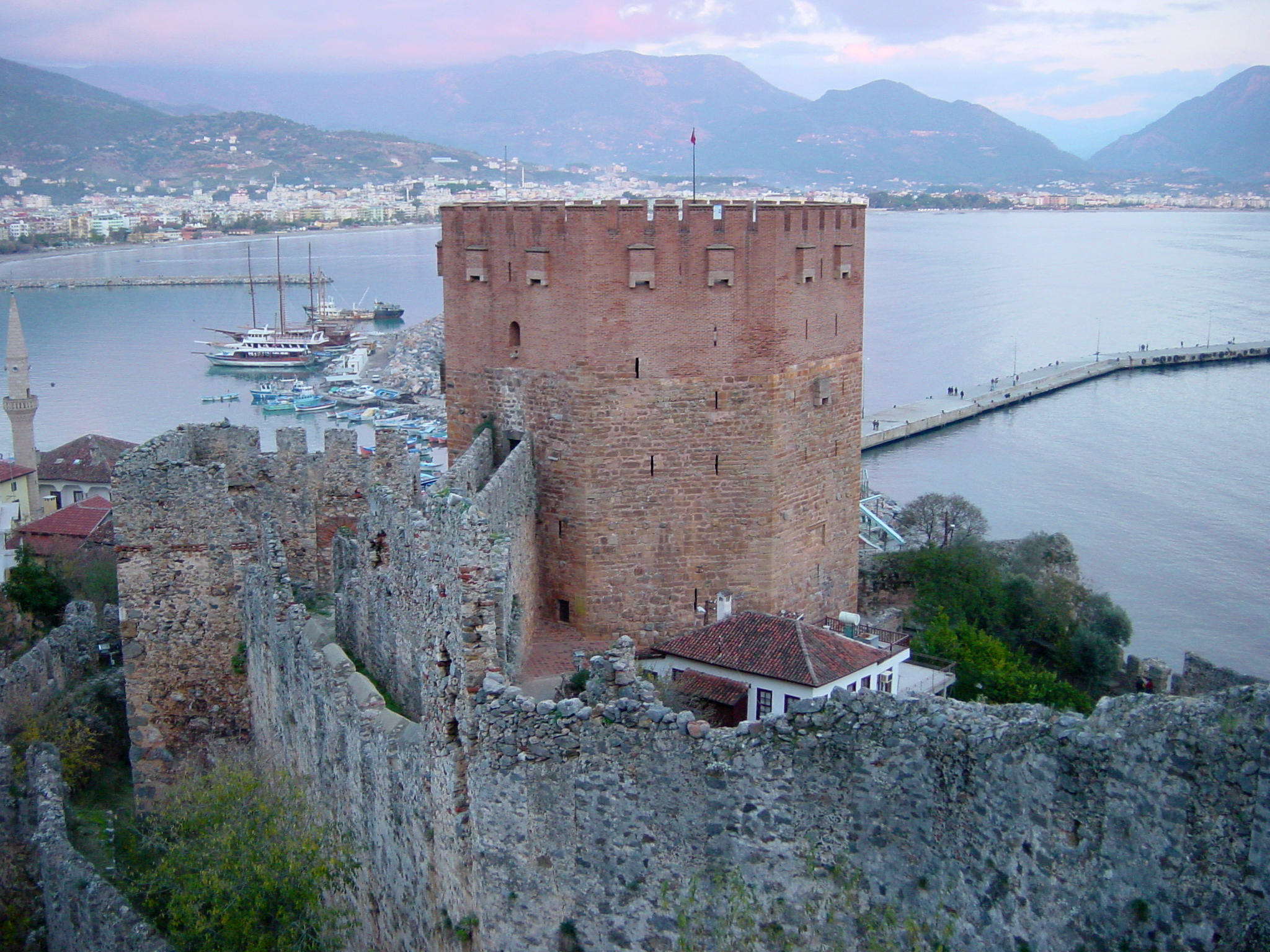
Kızıl Kule

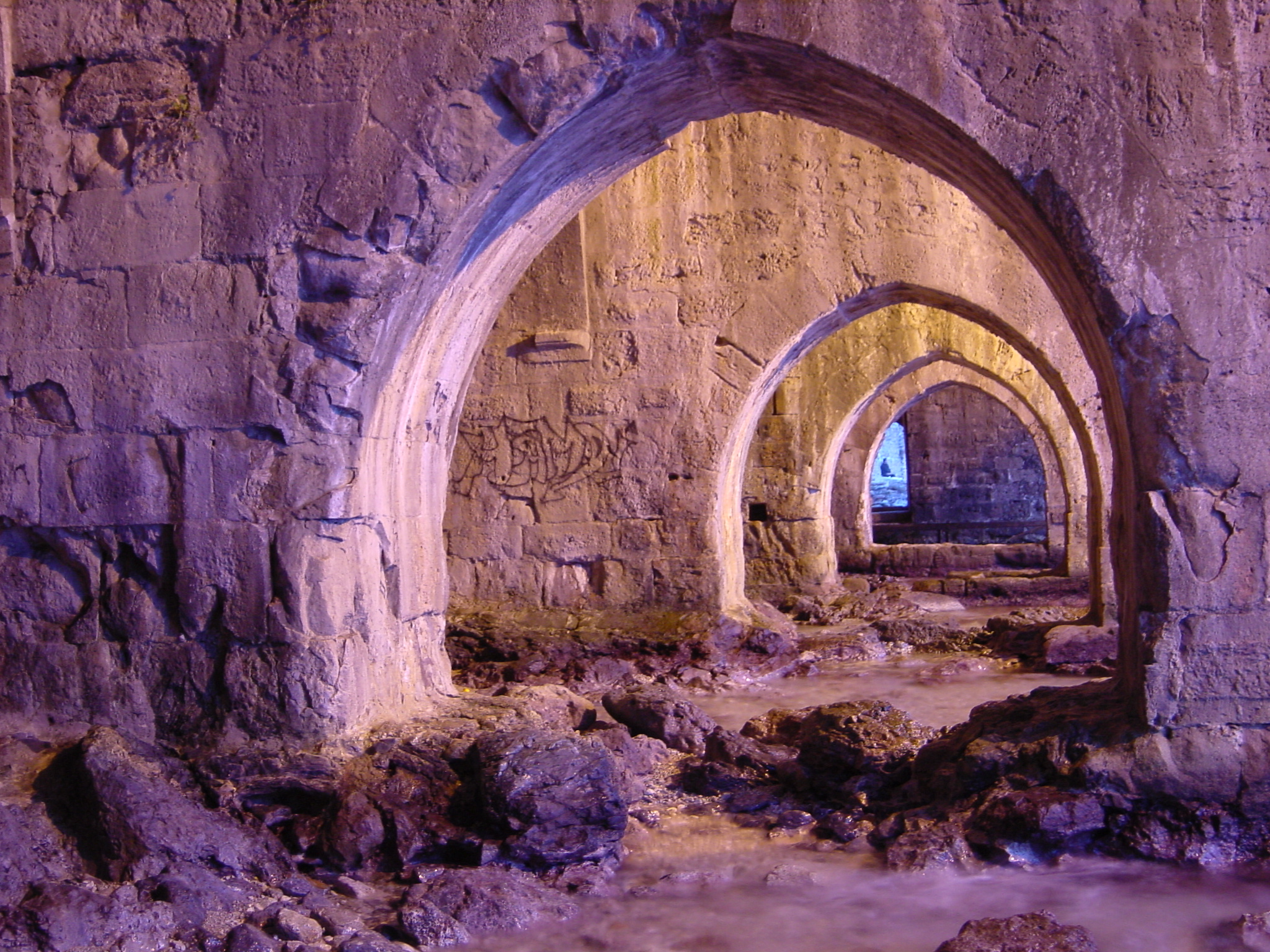
Interior da tersane

O Castelo de Alânia está situado no cimo da península, é uma cidadela seljúcida construída em 1226. A maior parte dos principais monumentos da cidade encontram-se dentro do castelo ou à sua volta. A fortificação atual foi edificada por cima de outras fortificações anteriores e tinha a função dupla de estrutura defensiva e de palácio do governo local. Em 2007 começaram a ser restauradas várias secções do local, nomeadamente a adaptação duma igreja bizantina para uso de um centro comunitário cristão. Além desta igreja, encontram-se no castelo a mesquita de Solimão (Süleymaniye), construída pelos seljúcidas no século XIII e renovada no século XVI por Solimão, o Magnífico, que lhe deu o seu nome atual, e um caravançarai construído igualmente por Solimão. As muralhas rodeiam a maior parte da península e pode caminhar-se ao longo delas. Dentro das muralhas encontram-se numerosas villas, exemplos bem preservados do período clássico da arquitetura otomana, a maior parte delas construídas no século XIX.[carece de fontes?]
O Kızıl Kule (Torre Vermelha) é um dos edifícios mais famosos de Alânia e a última das 83 torres do castelo, uma construção octogonal de tijolo com 33 m de altura que se ergue no porto, abaixo do castelo. Atualmente (2010), alberga o museu distrital de etnografia. O sultão Caicobado I trouxe o arquiteto Ebu Ali de Alepo, na Síria, para projetar a torre, cuja função principal era a defesa da tersane (estaleiro naval). É um dos exemplos mais magníficos da arquitetura militar medieval.
O Tersane (estaleiro naval) é um doca seca medieval construída pelos seljúcidas em 1221, mede 57 por 40 metros e está dividida em cinco naves abobadadas.
A Casa e Museu de Atatürk é um edifício onde ficou alojado Atatürk durante a sua curta estadia na cidade em 1935, é um exemplo bem preservado de uma villa otomana tradicional. Tem em exposição diversos artefatos dos anos 1930. A casa foi construída entre 1880 e 1885 em estilo karnıyarık.
O Museu de Alânia está alojado em um edifício de 1967, perto da praia de Damlataş.
O Caravançarai de Alarahan situa-se próximo de Manavgat, a 35 km a oeste da cidade, junto ao castelo de Alara, à beira do rio com o mesmo nome. É mais uma obra do tempo de Caicobado, que está convertida num pequeno museu e centro de património.
O rico património arquitetónico de Alânia justifica o fato de a cidade fazer parte da Associação Europeia de Cidades e Regiões Históricas (EAHTR), uma organização sedeada em Norwich, Inglaterra, fundada pelo Congresso dos poderes locais e regionais do Conselho da Europa. Em 2009, as autoridades locais candidataram o castelo e a tersane a Património Mundial da UNESCO, tendo a candidatura sido aceite. É frequente que as autoridades locais ordenem que as casas sejas pintadas com cores vivas e que os telhados sejam vermelhos, o que dá à cidade moderna um fulgor pastel.[carece de fontes?]

### Desporto
Alânia é a sede de uma equipa feminina profissional de basquetebol, a Alanya Belediye, a qual começou por estar na primeira divisão da Liga Turca de Basquetebol, mas baixou à segunda divisão em 2002. O principal clube de futebol da cidade, o Alanyaspor, fundado em 1948, usa o estádio Milli Egemenlik. Em 2010 estava na terceira divisão nacional, após ter estado na segunda divisão entre 1988 e 1997. Em 2007 começou a ser construído um novo estádio para nele serem realizadas as competições de inverno entre os clubes maiores. O Complexo Desportivo Municipal situa-se junto ao estádio Milli Egemenlik, o qual constituiu uma das treze estruturas do complexo.

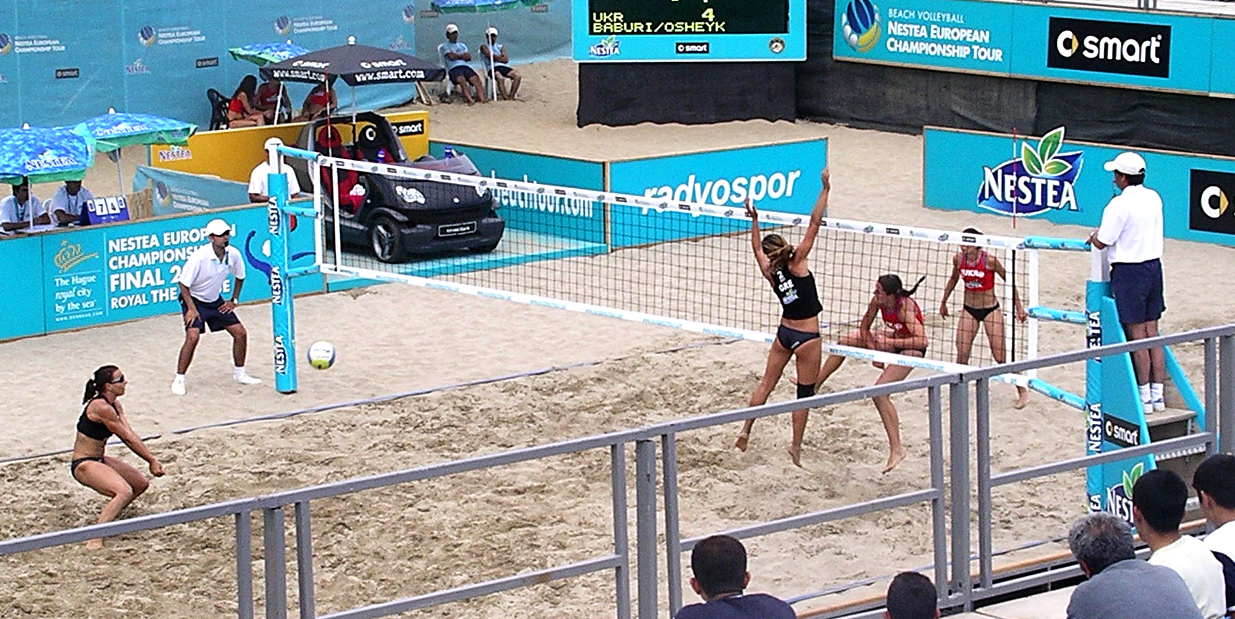
Equipas femininas no torneio de voleibol de praia de 2006

A localização de Alânia junto ao mar torna a cidade apropriada para alguns eventos desportivos, dos quais o mais famoso é provavelmente o campeonato de triatlo, que faz parte do circuito da União Internacional de Triatlo, o qual se realiza anualmente em outubro desde 1990. Associado ao campeonato de triatlo, realizam-se também provas de maratona de natação desde 1992. Em consequência do sucesso do triatlo, Alânia acolheu um campeonato de pentatlo moderno em 2009. A cidade é ainda palco em maio do Turkish Open de voleibol de praia, o qual faz parte do campeonato europeu Nestea da Confederação Europeia de Voleibol. Em 2007 a Federação de Voleibol da Turquia persuadiu a Confederação Europeia de Voleibol a construir um complexo de treino em Alânia e fazer dele um "centro exclusivo de voleibol da Europa". Em junho de 2010 a cidade recebeu o campeonato universitário de voleibol de praia.
A cidade acolhe frequentemente eventos desportivos nacionais, como o torneio anual de andebol de praia e a final da Volta à Turquia de ciclismo de estrada. Outros eventos de ciclismo incluem a Corrida Internacional de Mountain Bike de Alânia. Em 2010 o campeonato de ciclismo de estrada e o congresso anual da União Europeia de Ciclismo de 2010 tiveram lugar em Alânia em março.